# Мінкус Адольф Борисович
Адольф Борисович Мінкус (21 вересня 1870 , Одеса, Херсонська губернія  — 22 грудня 1948 , Одеса ) — український архітектор, будував переважно в Одесі.

## Біографія
Народився в родині єврейських інтелігентів.

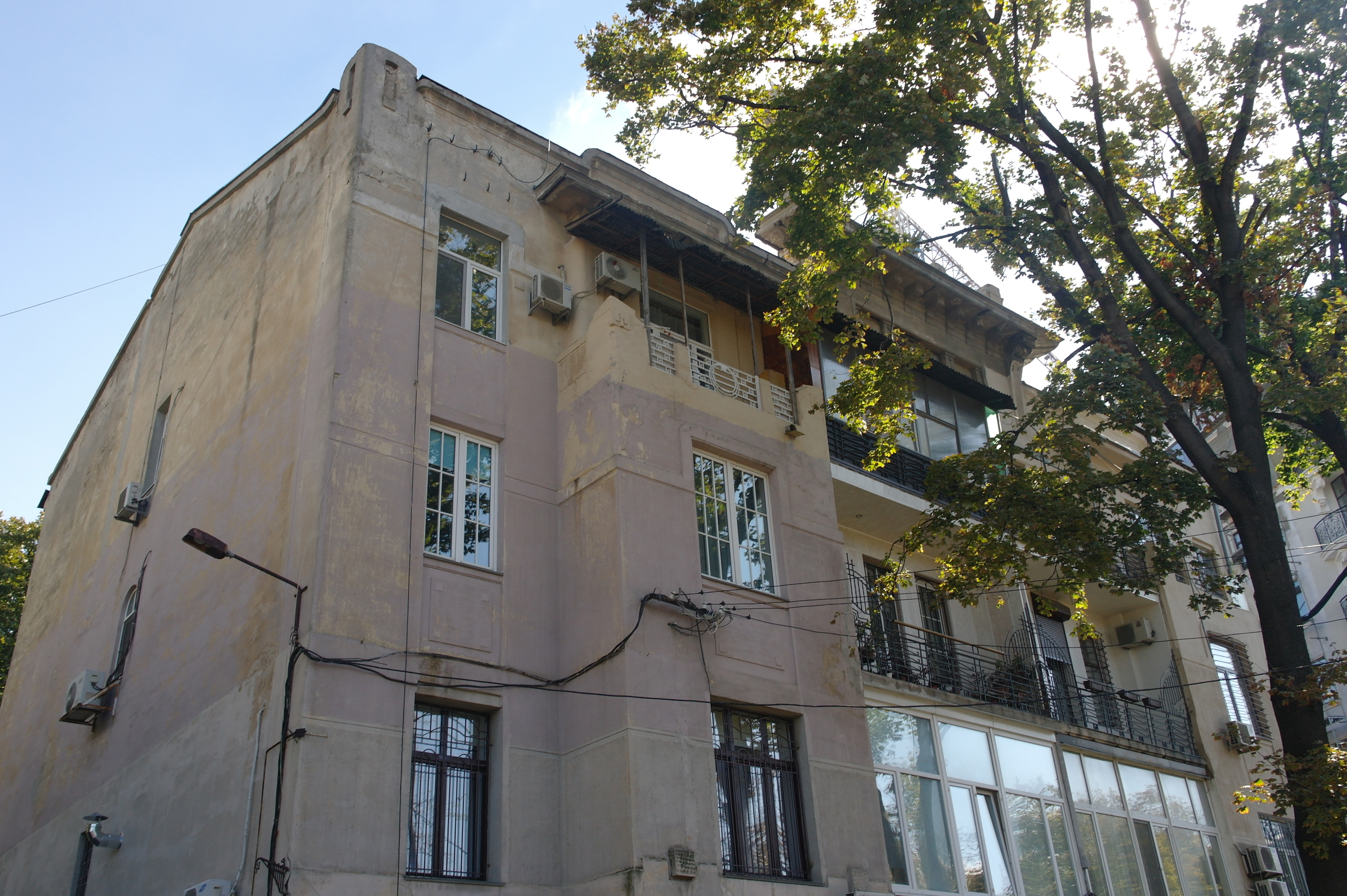
Будинок Рабіновича, у якому мешкав Мінкус у 1910-х та пізніше

У 1890 закінчив Одеське художнє училище і не мав освіти архітектора.
Спочатку працював у майстернях видатних одеських архітекторів Миколи Толвінського та Льва Влодека. Проєктувати і будувати почав у 1897. Спільно з Федором Троупянським побудував найвищий будинок у Російській імперії. Мінкус брав участь в архітектурних конкурсах, зокрема на проєкти реконструкції Бродської синагоги, Палацу Праці в Москві (1922, спільно із сином Михайлом Мінкусом, заохочувальна премія) та будівлі акціонерного товариства «Аркос» в Москві (1923—1924). Відомий будівлями в Одесі, Києві, Харкові, Миколаєві, Херсоні, участю в різних престижних творчих архітектурних конкурсах.
У 1900-х мешкав у будинку Раухвергера на Пушкінській вул., 59.
У 1910 переїхав у щойно спорудженний за проєктом М. І. Лінецького будинок Рабіновича на Французькому бульв., 11 (ніні № 11Б).
У II-й половині 1930-х переїхав до будинку за адресою Рішельєвська вул., 9 (імовірно щойно споруджений будинок № 9а).

## Родина
- Дружина — Клара Ісааківна Штіфельман, педагогиня, викладачка одного з єврейських училищ, сестра архітектора Генрика Штіфельмана.
  - Син — Борис Адольфович Мінкус (1904—2004), учений в області холодильної техники, доктор технічних наук, професор Одеського інституту холодильної промисловості; був одружений з художницею Раїсою Еммануїлівною Нудельман (1914—1995), сестрою конструктора О. Е. Нудельмана[4][5][6].
  - Син — архітектор Михайло Адольфович Мінкус[7].
  - Дочка — піаністка Рахіль (Ріка) Адольфівна Мінкус (1907—1986), випускниця Музыкально-драматичного институту ім Бетховена по класу Б. М. Рейнгбальд, музикознавиця, поетеса і перекладачка поезії російською; була одружена з архітектором Соломоном Давидовичем Левітаном (1906—1982).
- Сестри: 
  - Надєжда Борисівна Рубанчик (1868—1942), дружина таганрогського фотохудожника Йосипа Абрамовича Рубанчика (їх син — архітектор Яків Осипович Рубанчик), вмерла в блокаду Ленінграда під час ДСВ[8];
  - Олена Борисівна Троупянська (1874—1965), дружина архітектора Федора Абрамовича Троупянського (їх син — архітектор Борис Федорович Троупянський).

## Споруди
Одеса
- Будинок, арх. Толвінський М. К., вул. Пастера, 28 (1887[9] або 1890 або 1897[10]) (за участю Мінкуса А. Б.)[10]
- Будинок Урусова, арх. Толвінський М. К., 1887 р.,вул. Канатна, 10 (за участю Мінкуса А. Б)[10]
- Реформатська церква, проєкт: арх. Шретер В. О., 1892 р. Нагляд: Бернардацці О. Й., Мінкус А. Б., інж. Скведер Х. Г., підрядник: Лонський Г. Ф., 1892—1896 рр., вул. Пастера, 62[10]. Пам'ятка архітектури № 643-Од[11]
- Реконструкція особняка барона Фоми Арістовича Масса, арх.-інж. Бернардацци О. Й. за участю Мінкуса А. Б., 1897—1898 рр., Лідерсівський бул., 11[10] (пізніше надбудований і перебудований). Пам'ятка історії[11]
- Хірургічний павільйон одеської Єврейської лікарні, проєкт: Мінкус А. Б. (І-а премія), нагляд: Клейн П. У., 1896—1898, М'ясоєдовська вул., 32[9]. Пам'ятка архітектури 949/3-Од[12];
- Дача (пізніше Гершенкопа), 1896—1898 рр., Французький бул., 85/8[9]. Пам'ятка архітектури (без номера)[11]
- Будинок Торгового дому 3. Х. Гершенкопа, 1897—1898 рр., Грецька вул., 36[9]. Пам'ятка архітектури № 197-Од[11]
- Готель «Брістоль», проєкт та нагляд: арх.-інж. Бернардацци О. Й. за допомогою Мінкуса А. Б., ск. Молінарі М. Л., 1898—1899 рр., Пушкінська вул., 15 / вул. Бунина, 14[10]. Пам'ятка архітектури № 29-Од і пам'ятка історії[11]
- Будинок Гросмана, 1899, вул. Лейтенанта Шмідта, 25[9]. Пам'ятка архітектури № 442-Од[11];
- Будинок Кречмара, 1899, вул. Буніна, 21 / Рішельєвська вул., 19[9] (не зберігся);
- Флігель А. Попової, 1899 р., Мала Арнаутська вул., 65[9] (не зберігся);
- Будинок Зоншейна, арх. Ландесман С. А., Мінкус А. Б., 1899—1900 рр., вул. Новосельського, 91 / Тираспольська вул., 8[10]. Пам'ятка архітектури 839-Од[11];
- Будинок А. Розена, арх. Мінкус А. Б., поч. ХХ ст., пров. Мітракова, 6[9];
- Корпуси пробкового заводу «Е. Арпс и Ко», 1901 р., Балківська вул., 54[10] (не зберіглись);
- Будинок Я. М. Тепера, арх. Мінкус А. Б., Троупянський Ф. А., 1901, Осипова вул., 6[10]. Пам'ятка архітектури 590-Од і пам'ятка історії (без номера)[11];
- Будинок С. Раухвєргєра, арх. Мінкус А. Б., Влодек Л. Л., 1901 р., Пушкінська вул., 59[10]. Пам'ятка архітектури 721-Од і пам'ятка історії (без номера)[11];
- Будинок Е. Мінкус, арх. Мінкус А. Б., 1902 р., пров. Мітракова, 4[13];
- Будинок Є. Бернштейн, 1902 р., Велика Арнаутська вул., 24[10]. Пам'ятка архітектури 132-Од[11];
- Будинок Петрової, арх. Влодек Л. Л., Мінкус А. Б., 1902 р., Маразліївська вул., 38[10]. Пам'ятка архітектури № 454-Од[11];
- Будинок Р. Немировської, 1903 р.[10] (не зберігся);
- Чотириповерховий торговий будинок, 1903—1904 рр., Катеринінська вул., 36[9] (не зберігся);
- Будинок А. Пашкова, арх. Влодек Л. Л., Мінкус А. Б., 1903—1904 рр., Торгова вул., 3[9]. Пам'ятка архітектури № 846-Од[11];
- Приймальне відділення одеської Єврейської лікарні, арх. Мінкус А. Б., Клейн П. У., 1903 р., М'ясоєдовська вул., 32. Пам'ятка архітектури 949/6-Од[12];
- Будівля Нейрохірургічного відділення одеської Єврейської лікарні, арх. Мінкус А. Б., Клейн П. У., 1903 р., М'ясоєдовська вул., 32 корпус 9. Пам'ятка архітектури 949/2-Од[12];
- Господарський корпус одеської Єврейської лікарні, арх. Мінкус А. Б., Клейн П. У., 1903 р., М'ясоєдовська вул., 32 корпус 1. Пам'ятка архітектури 949/11-Од[12];
- Будинок Тєрєбеннікових, 1904 р., вул. Жуковського, 35[9] (не зберігся)
- Казенне дівоче єврейське училище Л. І. Бродського, 1904—1905 рр., Старопортофранківська вул., 61[9]. Пам'ятка архітектури 832-Од[11];
- Флигель М. П. Таубеншляга, 1904—1906 рр., вул. Осипова, 9[9]. Пам'ятка історії 591-Од[12];
- Перебудова будинку під училище з курсом гімназії М. М. Ігліцького, 1904 р., Успенська вул., 58[14]
- Особняк Когана-Бернштейна, 1906 р., II-й Куліковський пров. / Кулікове поле[9] (не зберігся);
- Будинок П. М. Мавроматіса, 1906—1908, Велика Арнаутська вул., 10[9]. Пам'ятка архітектури 129-Од[11];
- Будинок Якова Мойсейовича Тепера 1906—1908 рр., Велика Арнаутська вул., 16[9]. Пам'ятка архітектури 131-Од[11];
- Реконструкція лікарні «Санітас», 1908 р., вул. Леонтовича, 11[10]. Пам'ятка архітектури 42-Од[11];
- Надбудова флігелю З. Міхалевича, 1908 р. або пізніше, арх. Велика Арнаутська вул., 14[15];
- Будинок Вассала, арх. Влодек Л. Л., Мінкус А. Б.,1908, Маразліївська вул., 40а (не зберігся)[9][16];
- Реконструкція будинку Р. К. Дулгерова з магазином «Торговельний дім — чай Оборіна» у Одесі, 1908, Грецька вул., 38[10];
- Одноповерховий санаторій Валькота у Люстдорфі, 1908—1909 pp.[9] (місцезнаходження і збереженість невідомі);
- Триповерховий будинок, 1908—1910, Троїцька вул., 4[9] (не зберігся);
- Особняк (пізніше санаторій Я. У. Ландесмана), 1909—1910 рр., Чорноморська вул., 21[9] (не зберігся);
- Адміністративний корпус Рішельєвського трамвайного депо, 1909—1910, Водопровідна вул., 1. Пам'ятка архітектури (без номера) і історії (без номера)[11];
- Ангари Рішельєвського трамвайного депо, 1909—1910, Водопровідна вул., 1. Пам'ятка архітектури (без номера)[11];
- Трамвайне депо «Люстдорф», поч. ХХ ст., пр. Свободи, 102[10] (часткова збереженість).
- Павільйони зупинок трамваю, 1910-і рр.;
- Павільйон зупинки трамваю «8-а станція ВФ», 1910-і рр., Фонтанська дорога, біля № 69 / вул. Каманіна. Пам'ятка архітектури (без номера)[11];
- Павільйон зупинки трамваю «9-а станція ВФ», 1910-і рр., Фонтанська дорога, біля № 71а/1 / вул. Каманіна. Пам'ятка архітектури (без номера)[11];
- Павільйон зупинки трамваю «15-а станція ВФ», 1910-і рр., Фонтанська дорога, біля № 110 / Майський пров. Пам'ятка архітектури (без номера)[11];
- Фабрика шпалер браті Тарнополь, 1909—1910 р., Комітетська вул., 18[9].
- Будинок Вернетта (кутовий), 1910—1912 рр., вул. Льва Толстого, 10 / Ніжинська вул., 52[9]. Пам'ятка архітектури № 520-Од[11];
- Адміністративний корпус Великовокзального трамвайного депо, 1910, Олексіївська пл., 21а. Пам'ятка архітектури (без номера)[11];
- Ангари Великовокзального трамвайного депо, 1910, Олексіївська пл., 21а. Пам'ятка архітектури (без номера)[11];
- Машинний зал підстанції трамваю «Аркадійська», 1910—1912 рр., Фонтанська дор., 38[9]. Пам'ятка архітектури (без номера)[11];
- Житловий будинок підстанції трамваю «Аркадійська», 1910—1912 рр., Фонтанська дор., 38[9]. Пам'ятка архітектури (без номера)[11];
- Одеська контора Азовсько-Донського банку (у співпраці В. І. Кундертом та С. В. Домбровським), 1910—1913, Рішельєвська вул., 9а[10] Пам'ятка архітектури № 738-Од[11];
- Адміністративний корпус одеської Єврейської лікарні, арх. Мінкус А. Б., Троупянський Ф. А., 1910—1911 рр., М'ясоєдовська вул., 32 корпус 1 / вул. Богдана Хмельницького. Пам'ятка архітектури 949/7-Од[12];
- Лікувальний корпус № 4 одеської Єврейської лікарні, арх. Мінкус А. Б., Троупянський Ф. А., 1910—1911 рр., М'ясоєдовська вул., 32 корпус 4. Пам'ятка архітектури 949/10-Од[12];
- Будівля прозектури одеської Єврейської лікарні, арх. Мінкус А. Б., Троупянський Ф. А., 1910—1911 рр., М'ясоєдовська вул., 32 корпус 7. Пам'ятка архітектури 949/9-Од[12];
- Будівля неврологічного відділення одеської Єврейської лікарні, арх. Мінкус А. Б., Троупянський Ф. А., 1910—1911 рр., М'ясоєдовська вул., 32 корпус 8. Пам'ятка архітектури 949/8-Од[12];
- Будинок торгового дому В. Л. Блюмберг (у співпраці з В. І. Кундертом, 1910—1912, Преображенська вул., 64 / Троїцька вул., 51[10][17]. Пам'ятка архітектури 673-Од[11];
- Тютюнова фабрика Попова, арх. Мінкус А. Б., Кундерт В. І., 1910—1912 рр.[9] або 1911 р.[10], Пушкінська вул., 70 / Мала Арнаутська вул., 65 (не збереглась);
- Двоповерхова контора тютюнової фабрики Попова, арх. Мінкус А. Б., 1911—1912 рр., Пушкінська вул., 70 / Мала Арнаутська вул., 65[9] (не збереглась);
- Особняк Вайсє, проєкт: арх. Минкус А. Б., нагляд: ців. інж. Гофман Ж. Л., 1911 р., частина території вул. Бєлінського, 9 (колишній номер ділянки — № 17)[10] (не зберігся);
- Типо-літографія М. Шпенцера, 1912 р., Вул. Віри Інбєр, 5[9][10]
- Адміністративний корпус Слобідського трамвайного депо, 1912, 1-й Полевий пров., 1);
- Флігель Петрової, 1912 р., Маразліївська вул., 38[10]. Пам'ятка архітектури № 454-Од[11];
- Будинок Е. С. Вернетта, 1912 р., Ясна вул., 10[10]. Пам'ятка архітектури (без номера)[11];
- Будинок А. Рабіновича, 1912 р., Французький бульв., 11а[10]. Пам'ятка архітектури (без номера)[11];
- Дитячий туберкульозний санаторій «Біла квітка», 1912 р., вул. Академіка Вавілова, 5[10] (не зберігся);
- Особняк Вернетта, 1913—1914 рр., Французький бул., 29/2 / Спортивний пров.[9];
- Дитячий садок товариства сприяння дошкільного виховання єврейських дітей (побудований коштами О. А. Бродського), 1913 р., вул. Богдана Хмельницького, 62[10]. Пам'ятка архітектури (без номера)[11];
- Котедж містечка товариства «Самопоміч», 1913 р., Академічна вул., 10а. Колишня пам'ятка архітектури № 323/5-Од[18];
- Будівлі на шкіряних заводах, у межах 1920-х — 1930-х рр.[9];
- Відділення Чаєрозважувальної фабрики, 1920-і — 1930-і рр., Тираспольська вул., 26[9][19];
- Житлові будинки Одеського селекційно-генетичного інституту, 1933—1939, Овідіопольська дор., 3[10];
- Лабораторні та технологічні корпуси Одеського селекційно-генетичного інституту, 1933—1939, Овідіопольська дор., 3[10];
- Взуттєва фабрика, арх. Мінкус А. Б., Фельдштейн В. Л., 1935 р., Успенська вул., 22[10] (не збереглась);
- Гуртожиток взуттєвої фабрики, 1935—1937 рр., просп. Шевченка, 13а[10];
- Житловий будинок Шкіртресту (у співпраці з М. А. Шаповаленко), 1935—1939, пл. Віри Холодної, 3[10] Пам'ятка архітектури № 147-Од[11];
- Технологічний інститут холодильної промисловості (у співпраці Л. М. Наркевич та за участю М. А. Мінкуса), 1935—1940, Дворянська вул., 1/3[10] Пам'ятка архітектури № 204-Од і пам'ятка історії (без номера)[11];
- Адміністративно-побутовий корпус Одеського селекційно-генетичного інституту у співпраці з Н. А. Шаповаленко, 1936—1938, Овідіопольська дор., 3[10] (не зберігся);
- Промислова будівля, кін. 1930-х рр., Канатна вул., 22[10] (не збереглась);
- Лабораторія насіння Консервного інституту, 1940 р., Канатна вул., 112[10] Пам'ятка архітектури (без номера)[11];

Київ
- Перший корпус лікарні Товариства лікувальних закладів для хронічно хворих дітей, 1903—1904 pp., Паркова дорога, 3-5[9];
- Київське єврейське училище для хлопчиків ім. С. І. Бродського, 1903—1904, вул. Антоновича, 69[9];
- Корпус інфекційного відділення Єврейської лікарні, 1905—1906, Багговутівська вул., 1[9];
- Корпус ім. Ліхарьової Єврейської лікарні для хронічно хворих дітей, 1907—1908, Багговутівська вул., 1 (значно перебудований)[9];
- Туберкульозний корпус Єврейської лікарні, 1909—1910, Багговутівська вул., 1[9];
- Будинок Льва Борисовича Гінзбурга, арх. Мінкус А. Б., Троупянський Ф. А., 1909 —1911, бул. Тараса Шевченка, 5[20];
- Будинок Льва Борисовича Гінзбурга (Хмарочос Гінзбурга), арх. Мінкус А. Б., Троупянський Ф. А., 1910—1912, Інститутська вул., 16[9] (не зберігся);

У інших містах
- Будинок земської управи у Харкові, проєкт: 1896 р. (І-а премія). Будівництво: 1898—1900 pp., Сумська вул., 64[9] (значно перебудований, увійшов до складу іншої споруди);
- Особняк Рабіновича у Херсоні, 1899, вул. Дзержинського, 37[9];
- Будинок міської думи у Херсоні, проєкт 1900 р., будівництво 1905—1906 рр., Соборна вул., 34[9];
- Корпус лікарні на 100 ліжок братів Турчиних у Миколаєві, 1904 p.[9];
- Торговельний будинок Морозова у Миколаєві, 1908, Соборна вул., 40[9];

Не здійснені проєкти
- Проєкт будівлі Маріїнської гімназії в Одесі, 1901 p., вул. Льва Толстого, 1 / Соборна пл. (ІІ-а премія)[21];
- Проєкт будівлі комерційного училища у Казані, арх. Мінкус А. Б., Троупянський Ф. А., 1906 p., Грузинська вул. (ІІ-а премія)[22];
- Проєкт будівлі губернської земської управи у Чернігові, 1906 p. (ІІІ-а премія)[23];
- Проєкт реконструкції Бродської синагоги в Одесі[9];
- Проєкт будівлі Комерційного клубу у Ростові-на-Дону, 1907 р. (IV-а премія)[24]
- Проєкт ринку на Бессарабській площі у Києві, 1908 р. (ІІ-а премія)[25];

## Галерея

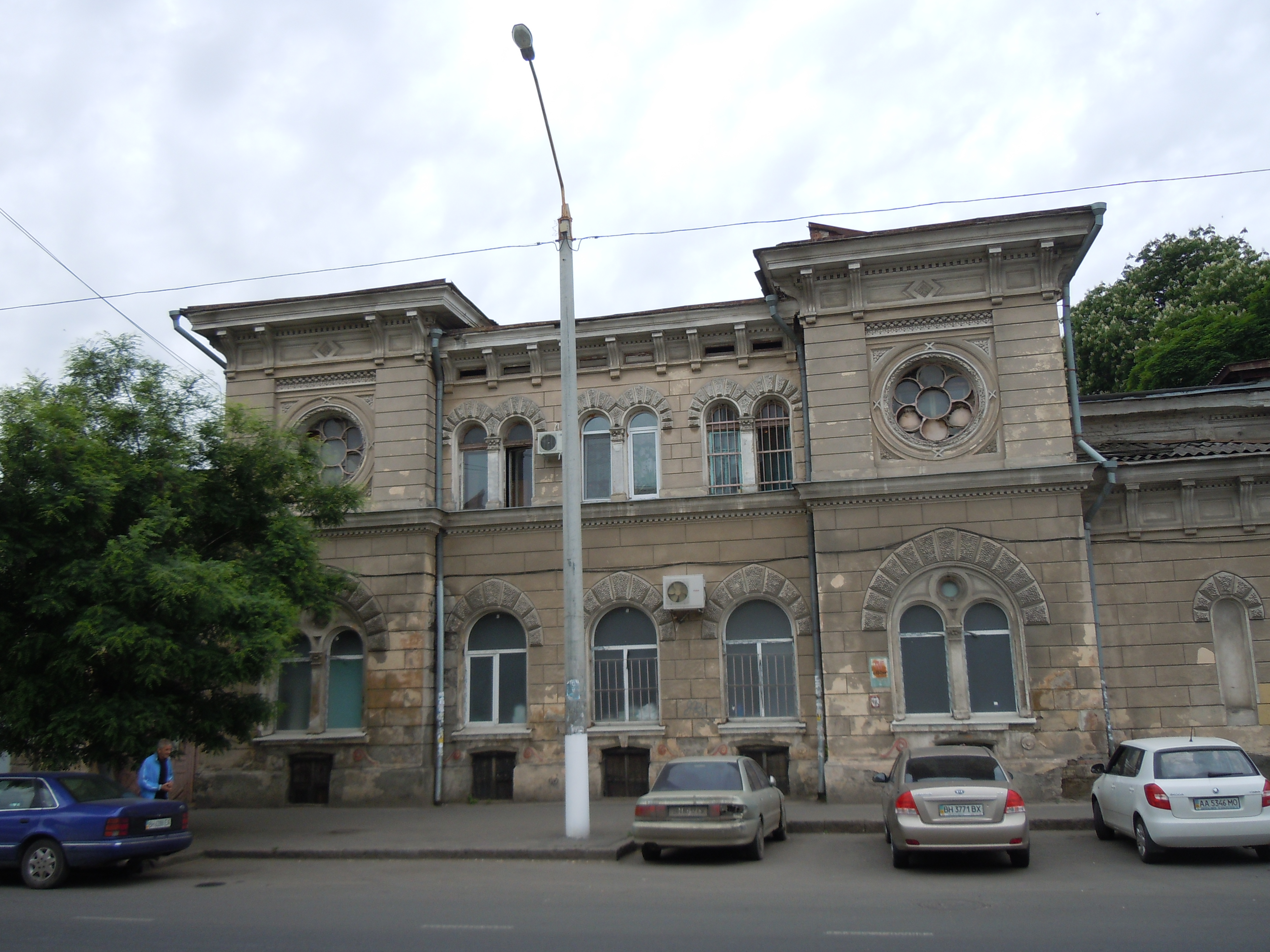
Хірургічний павільйон одеської Єврейської лікарні, 1896—1898
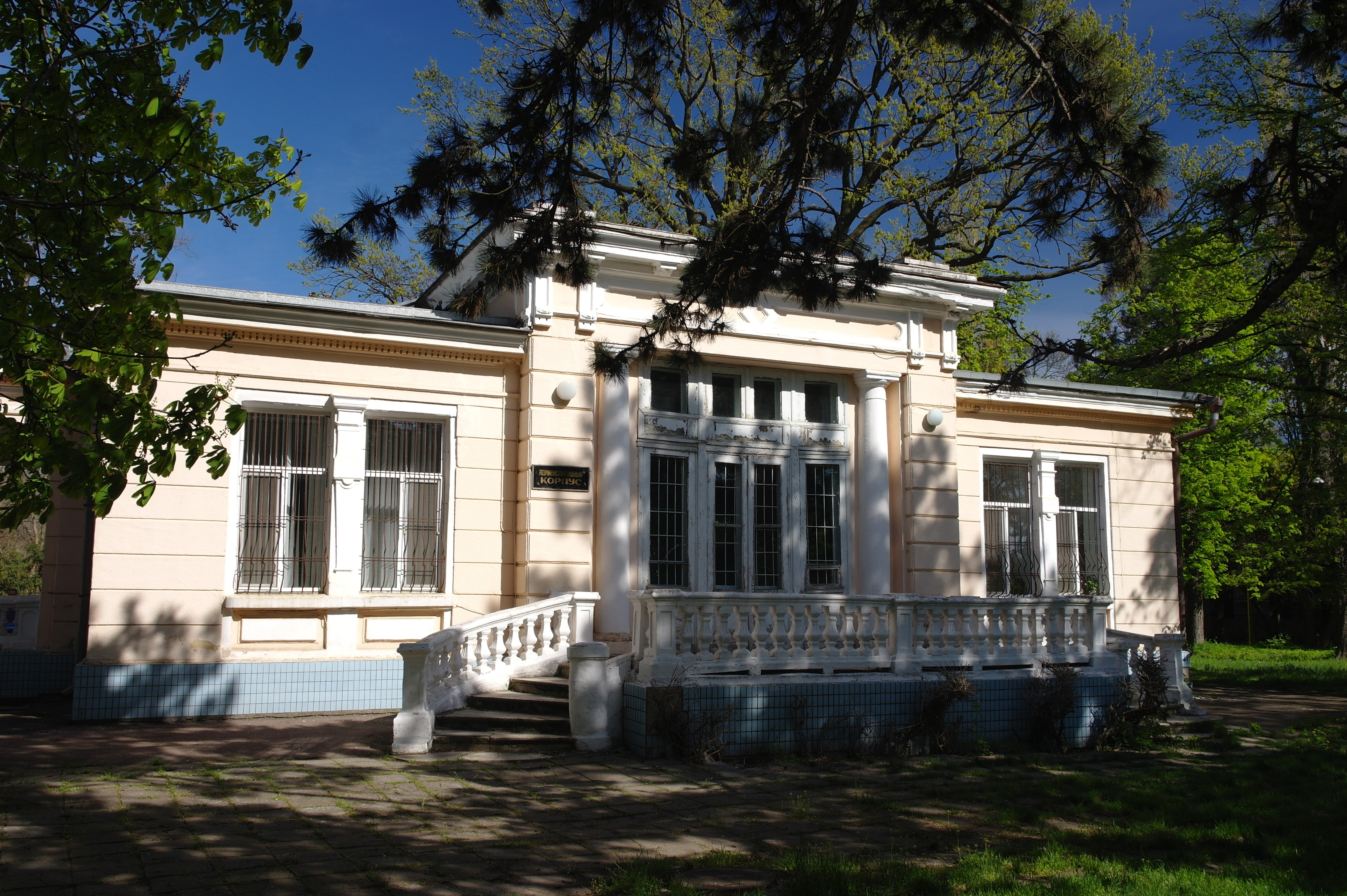
Дача (пізніше Гершенкопа), 1896—1898
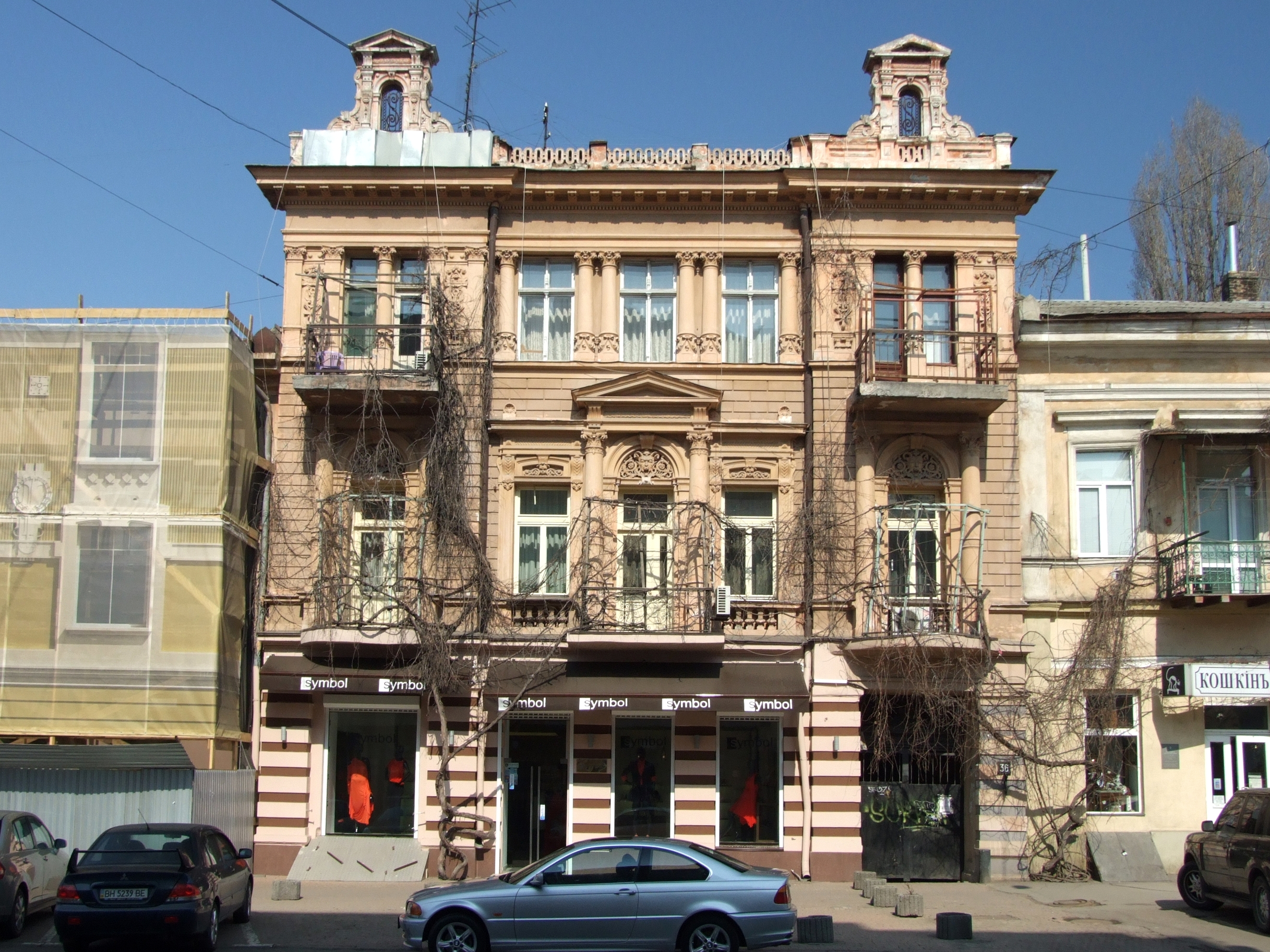
Будинок Торгового дому 3. Х. Гершенкопа, 1897—1898
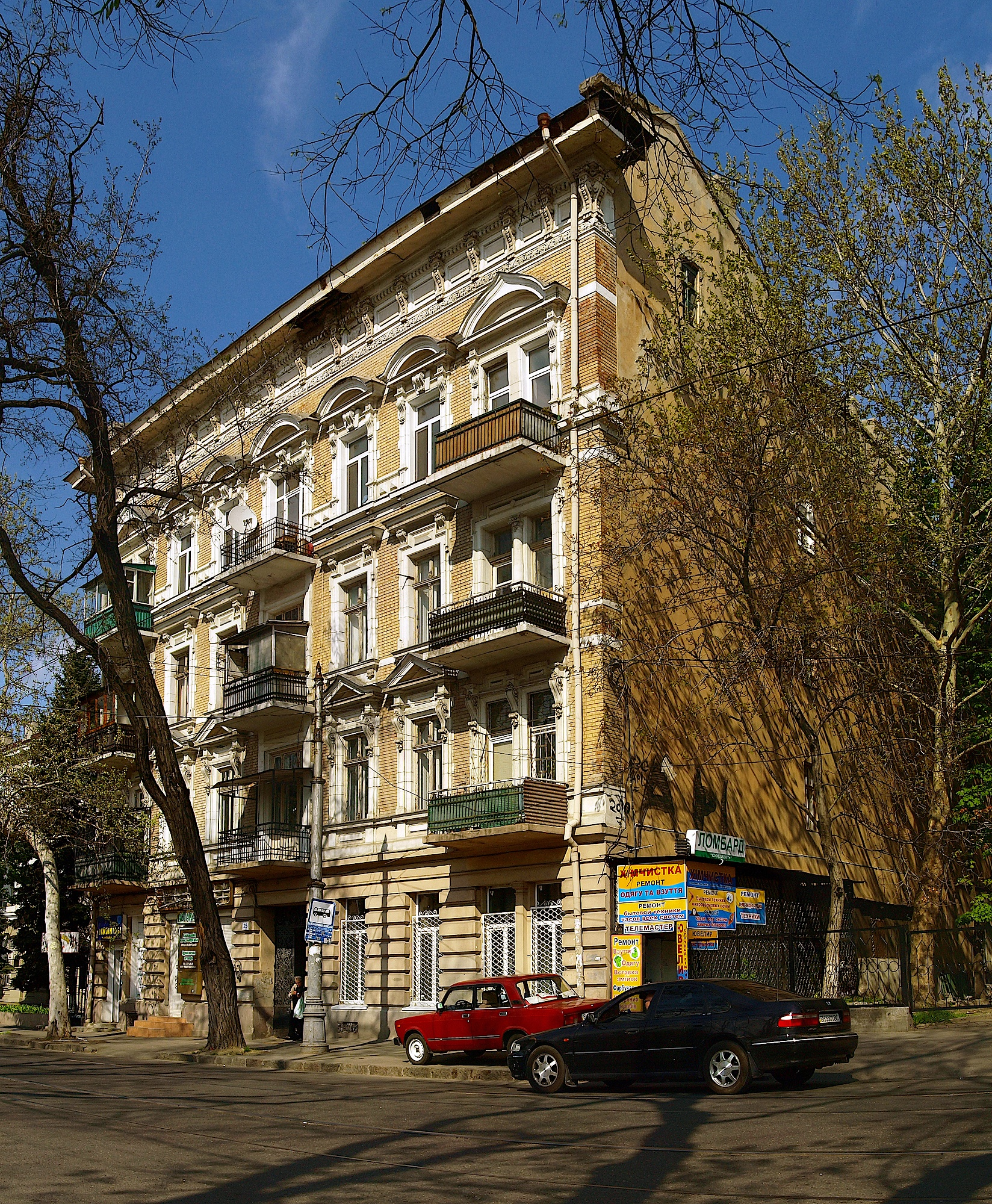
Будинок Гросмана, 1899
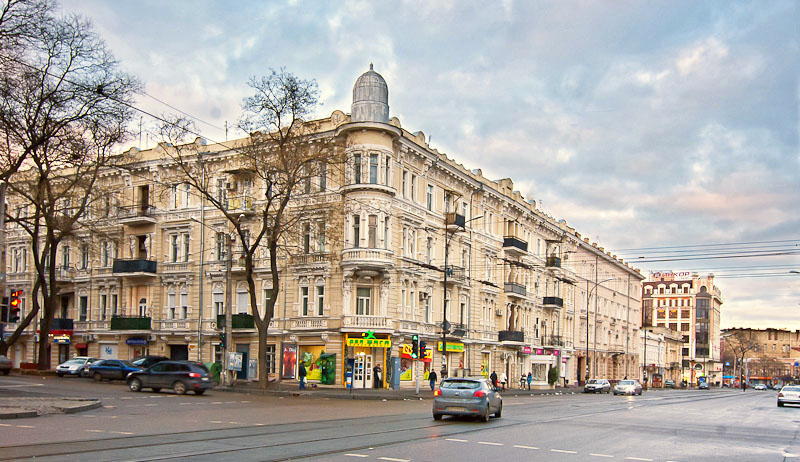
Будинок Зоншейна (спільно з С. А. Ландесманом), 1899—1900
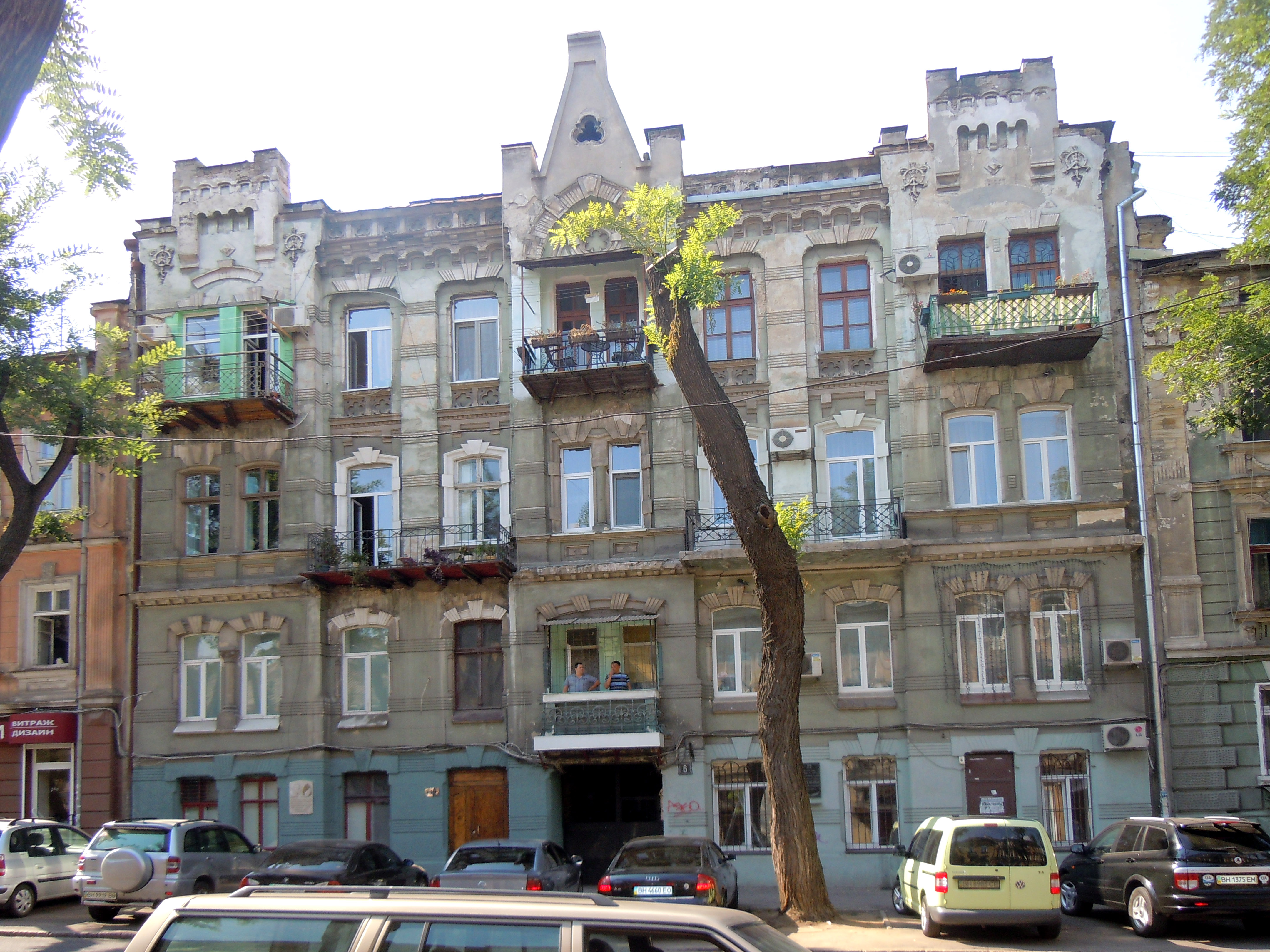
Будинок Якова Мойсейовича Тепера (спільно з Ф. А. Троупянським) на вул. Осипова, 1901
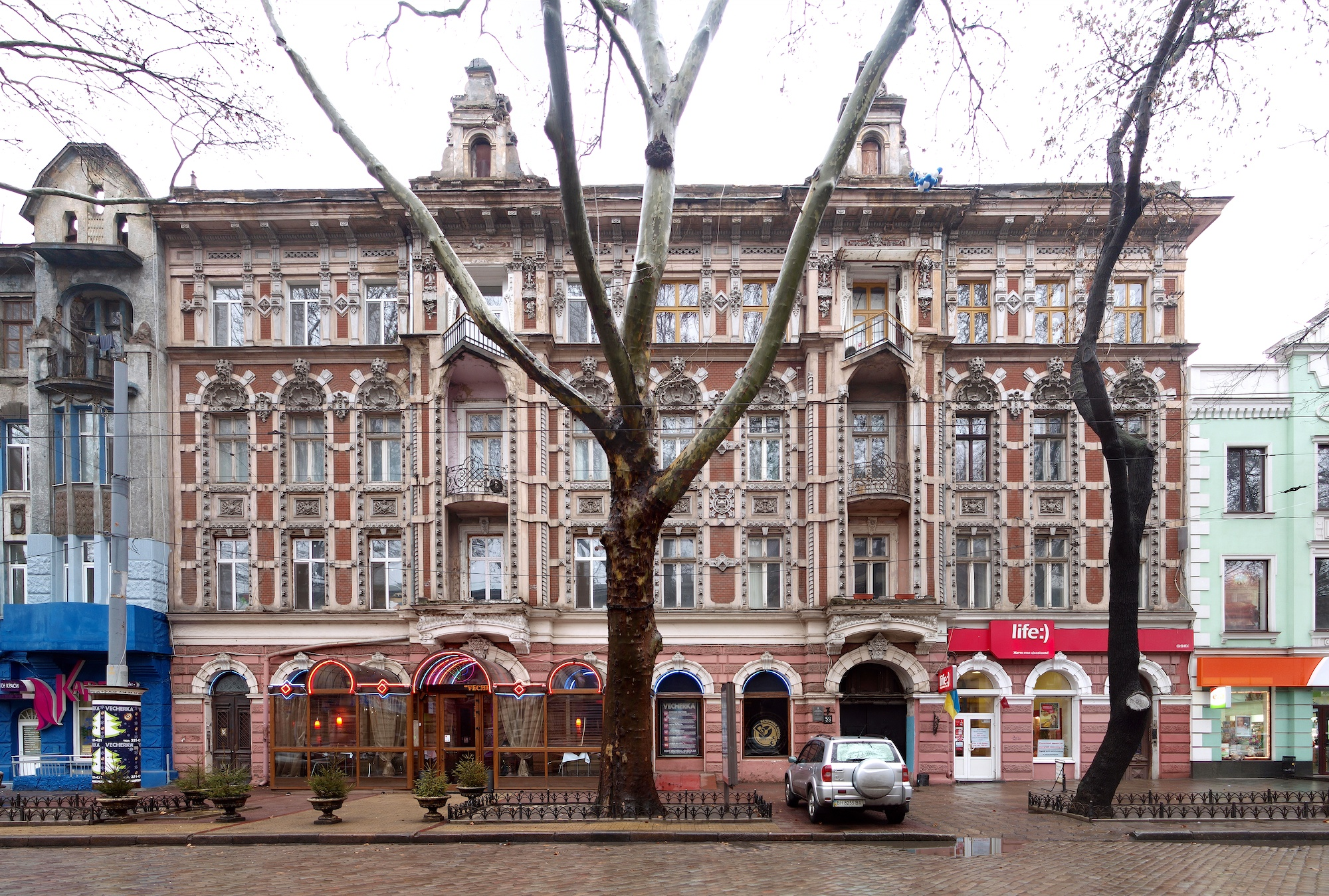
Будинок С. Раухвєргєра (спільно з Л. Л. Влодеком), 1901
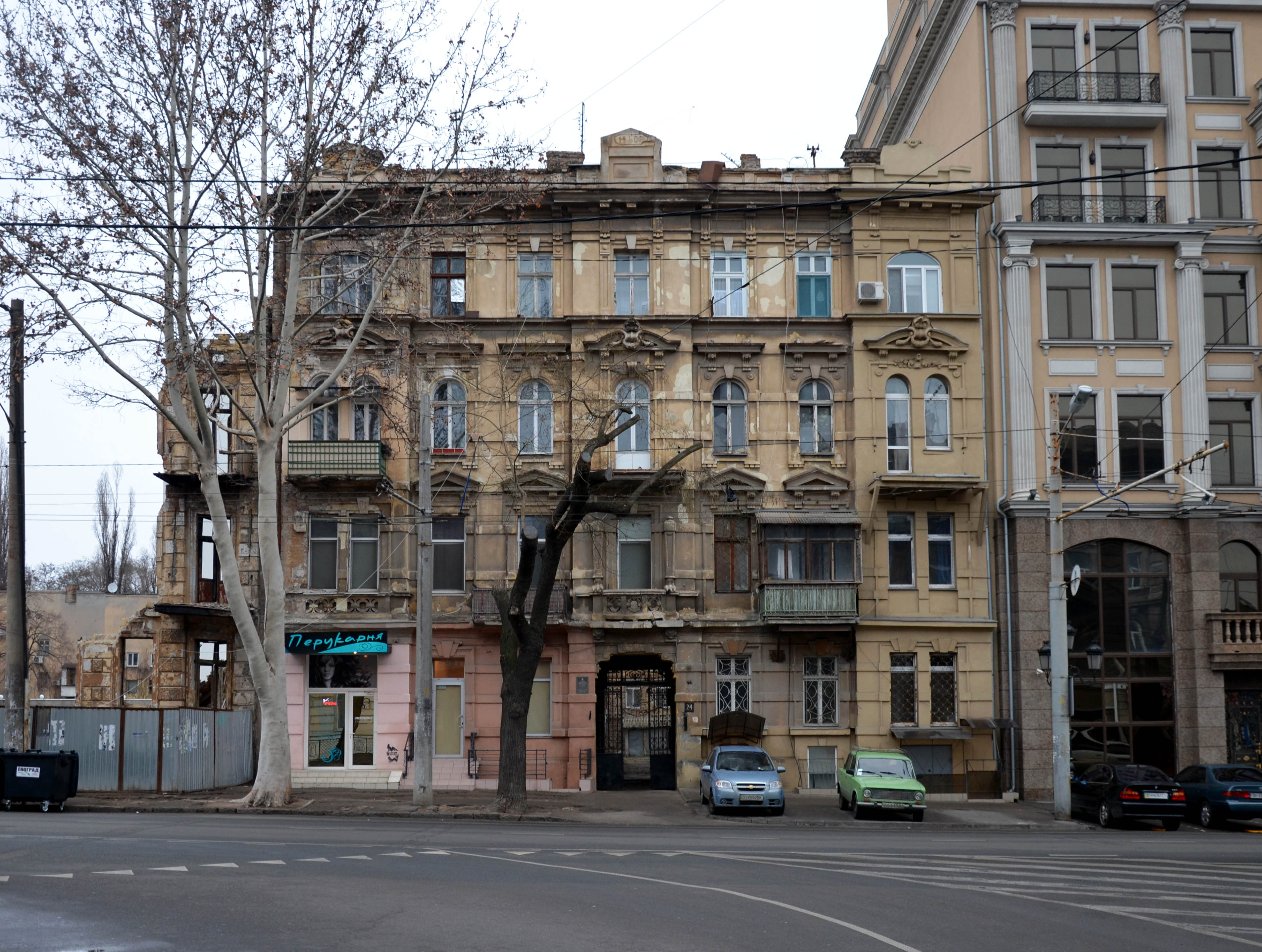
Будинок Є. Бернштейн, 1902
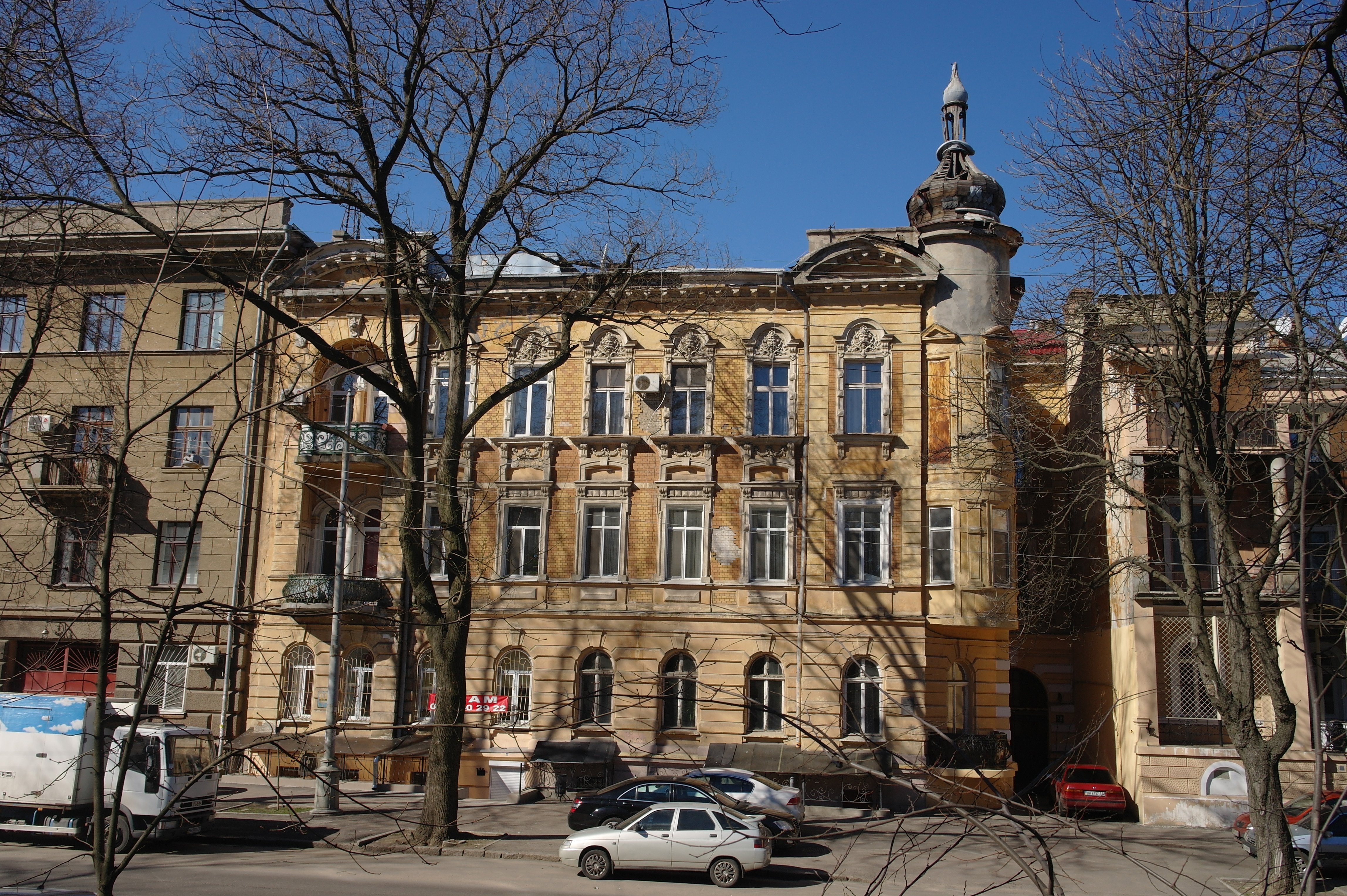
Будинок Петрової (спільно з Л. Л. Влодеком), 1902
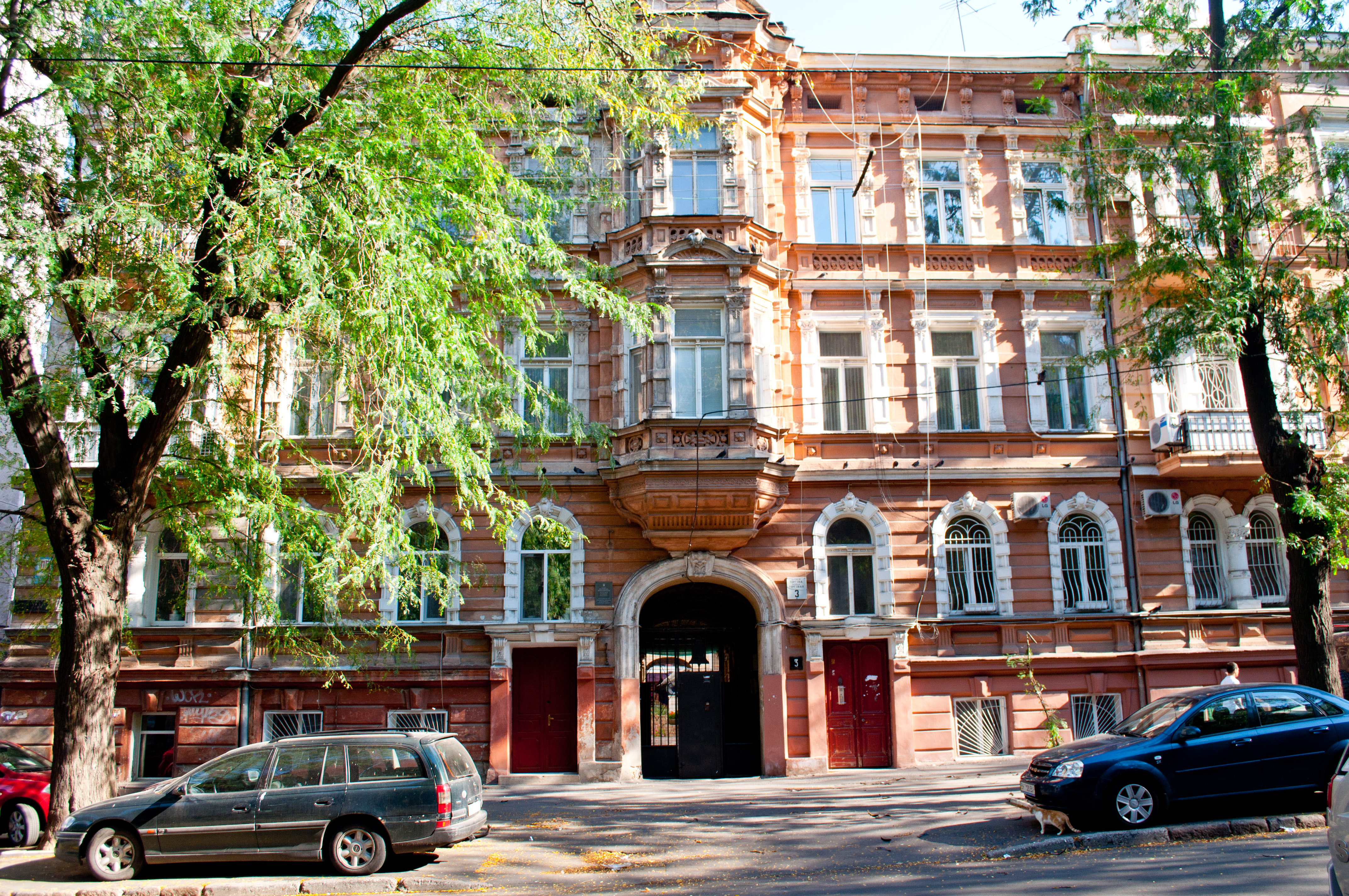
Будинок А. Пашкова (спільно з Л. Л. Влодеком), 1903—1904
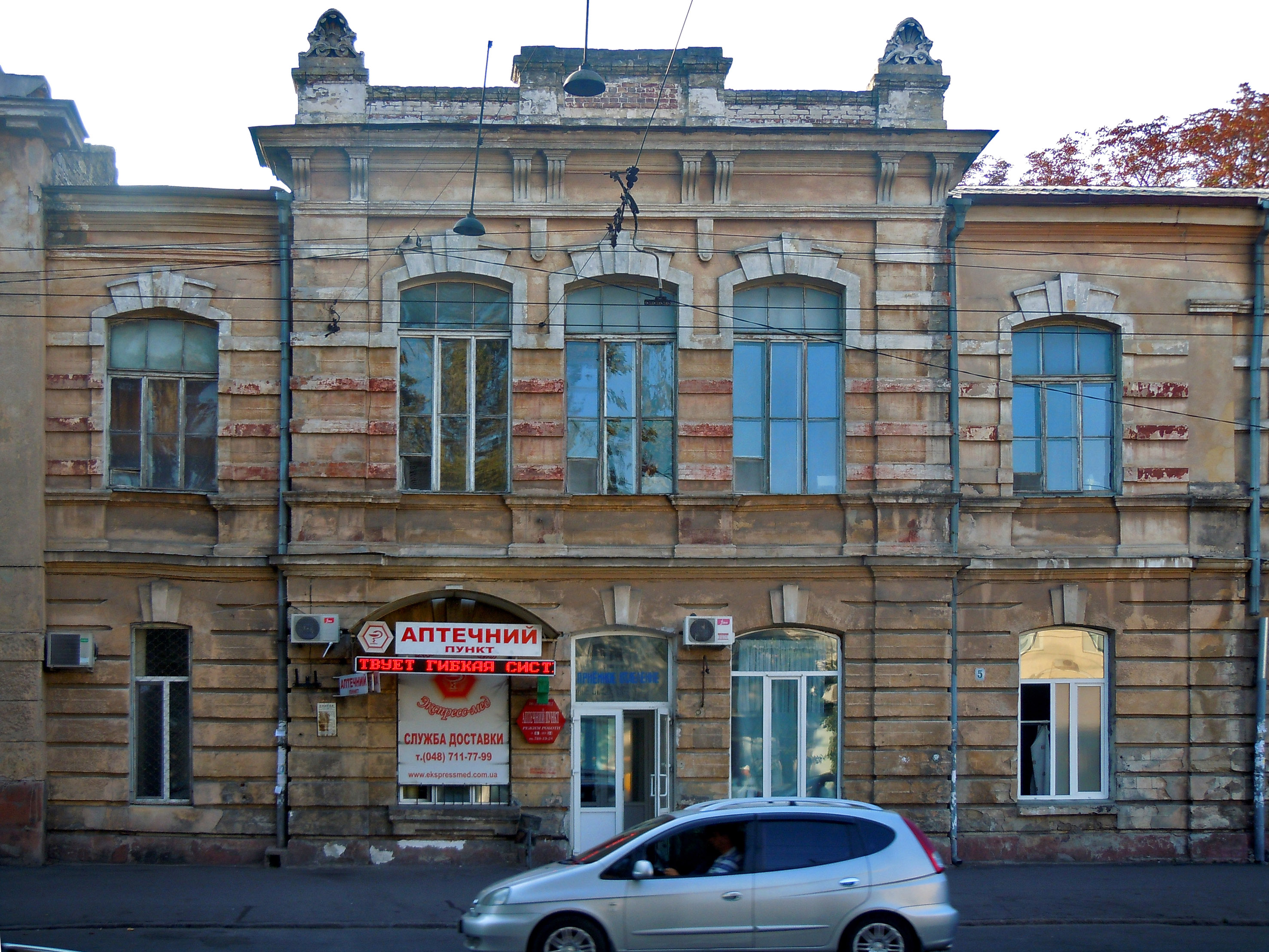
Приймальне відділення Єврейської лікарні в Одесі (спільно з П. У. Клейном), 1903
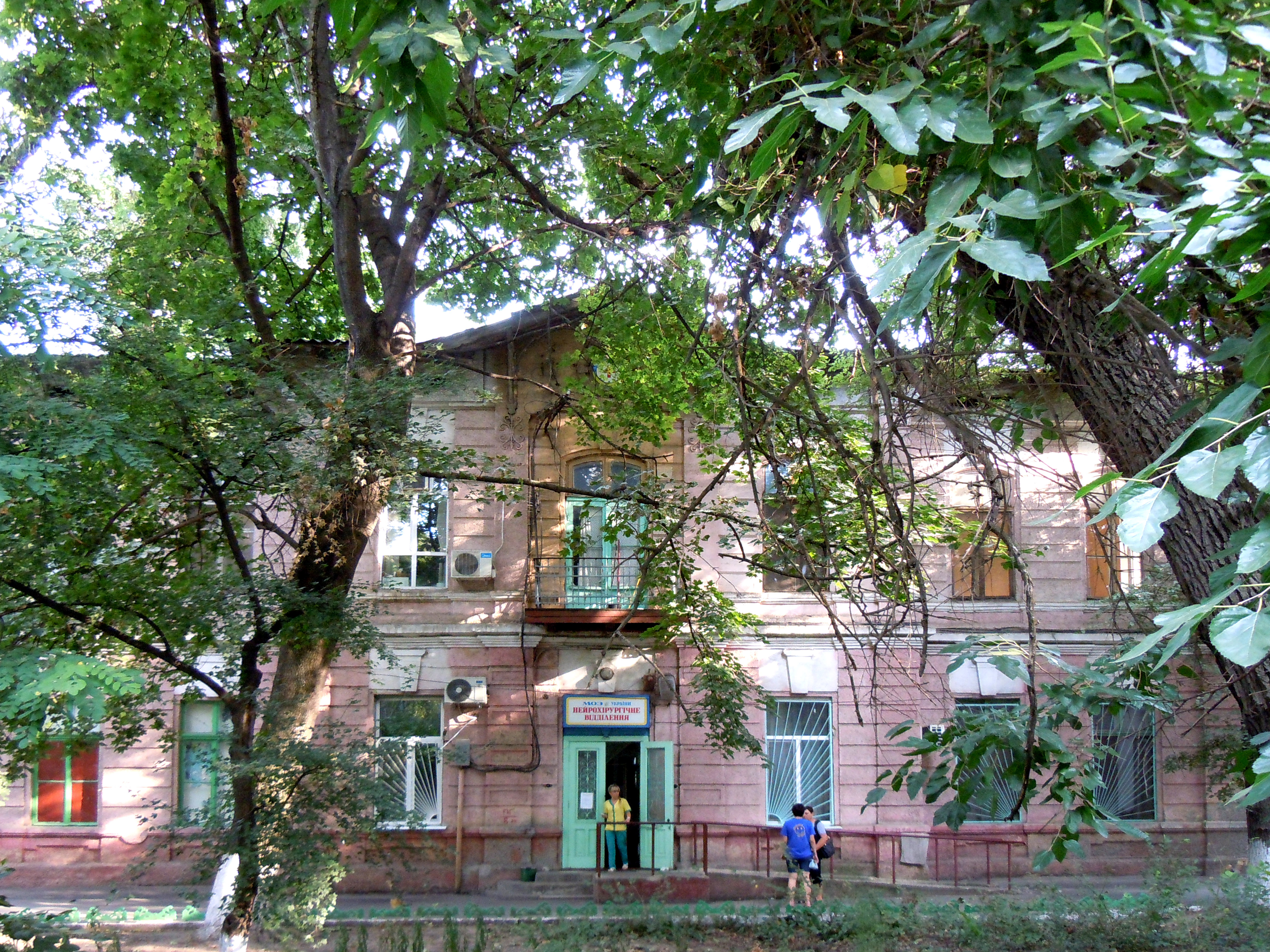
Будівля Нейрохірургічного відділення одеської Єврейської лікарні в Одесі (спільно з П. У. Клейном), 1903
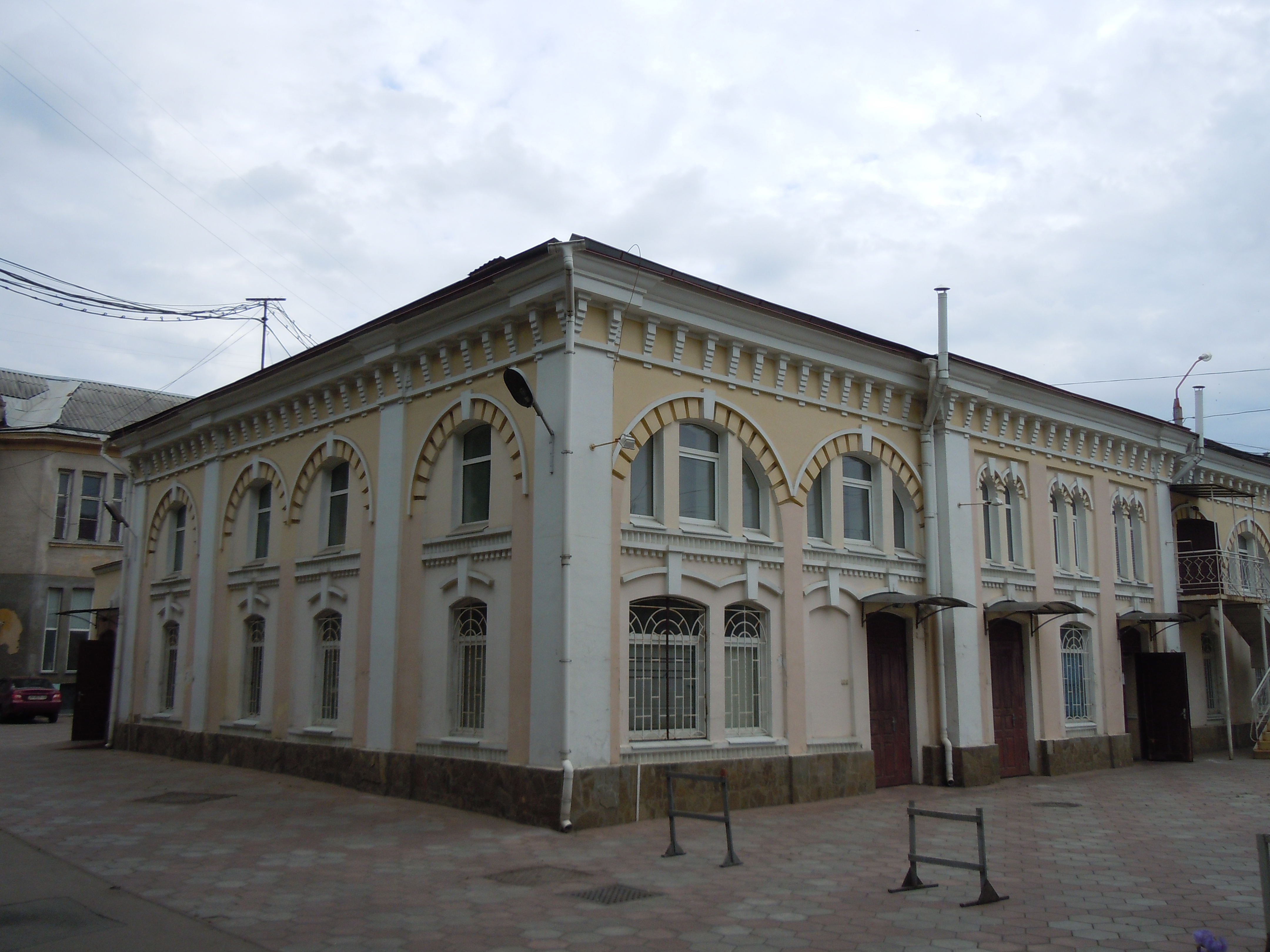
Господарський корпус одеської Єврейської лікарні в Одесі (спільно з П. У. Клейном), 1903
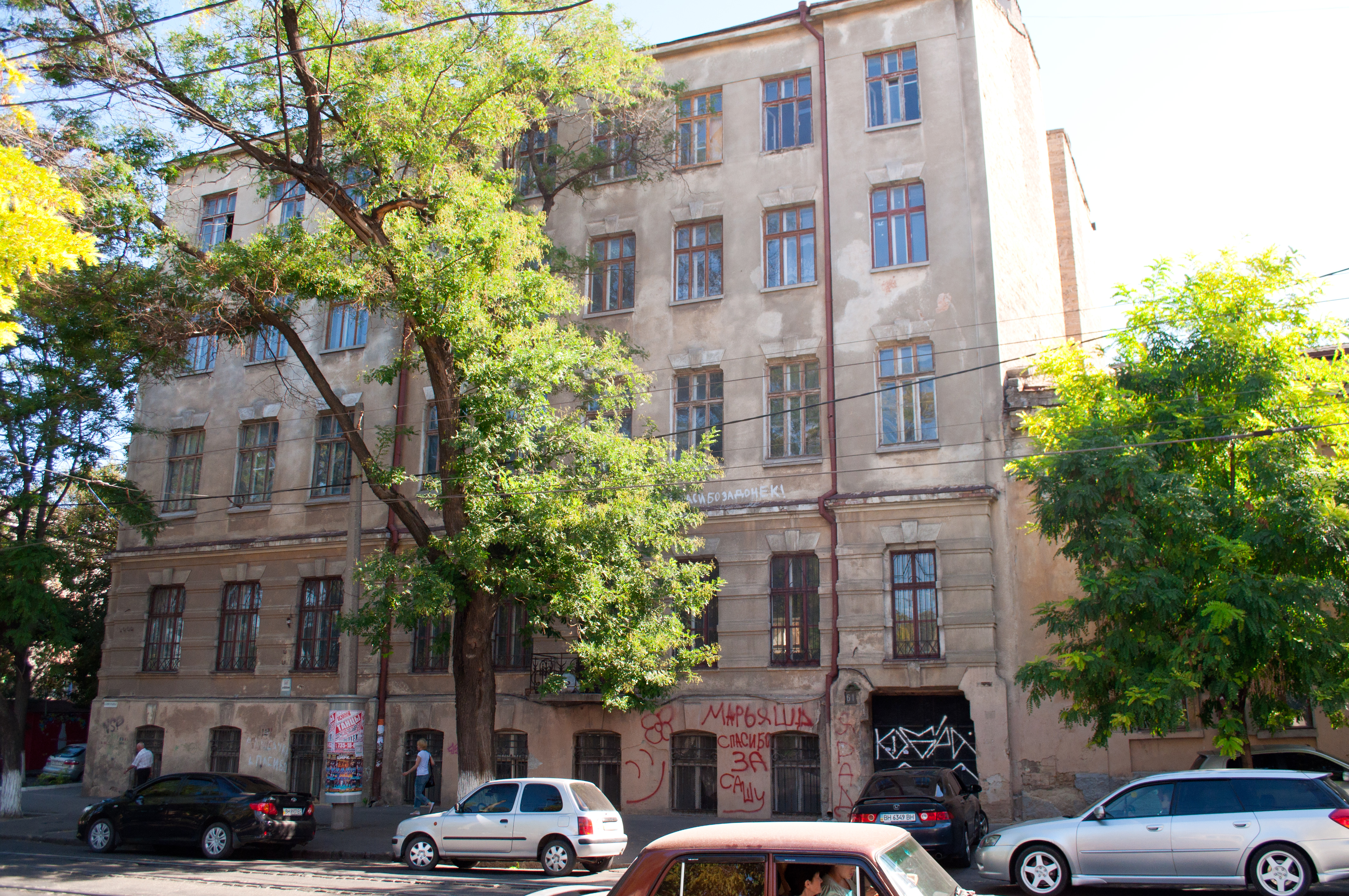
Казенне дівоче єврейське училище Л. І. Бродського (значно перебудовано), 1904—1905
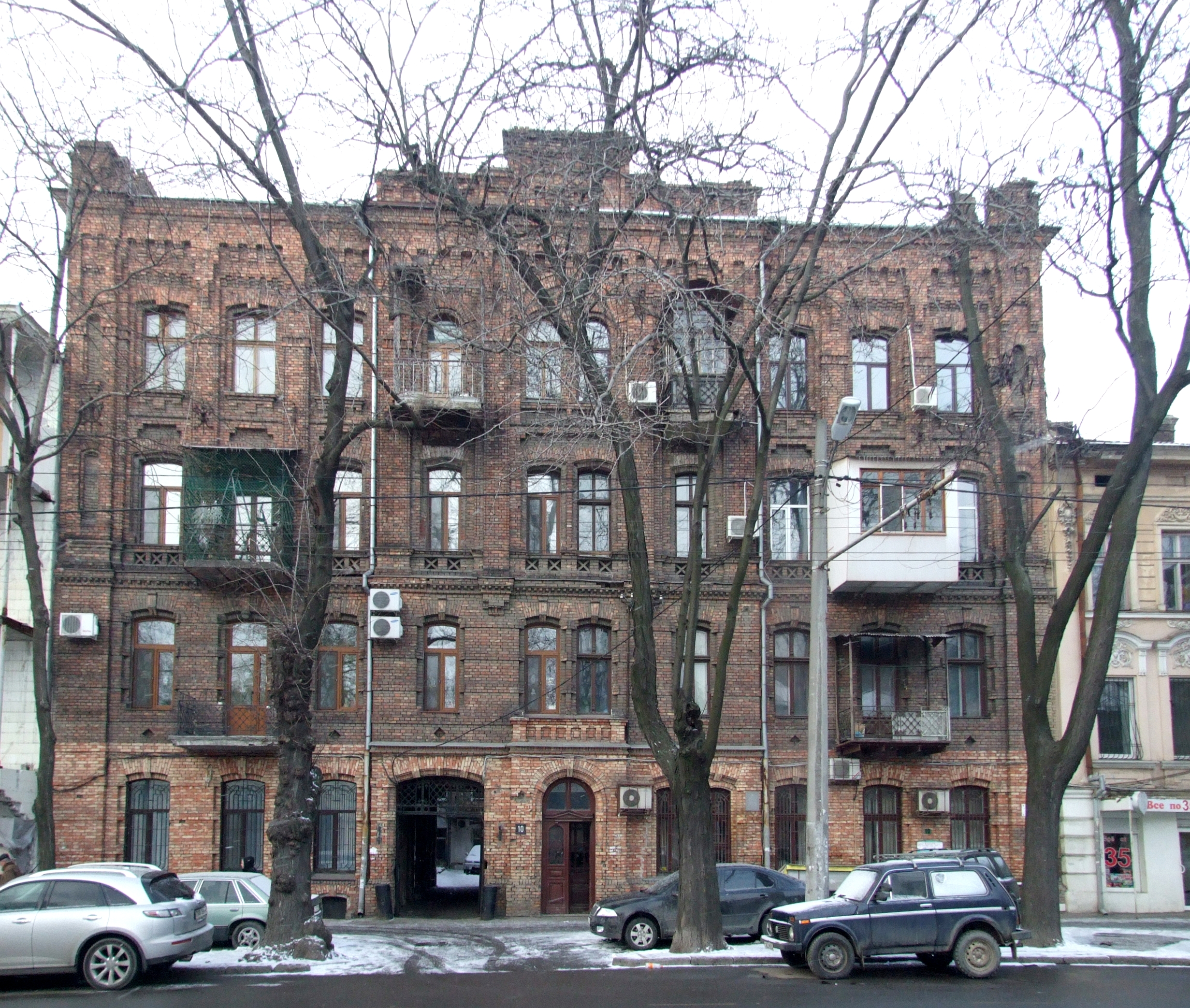
Будинок П. М. Мавроматіса, 1906—1908
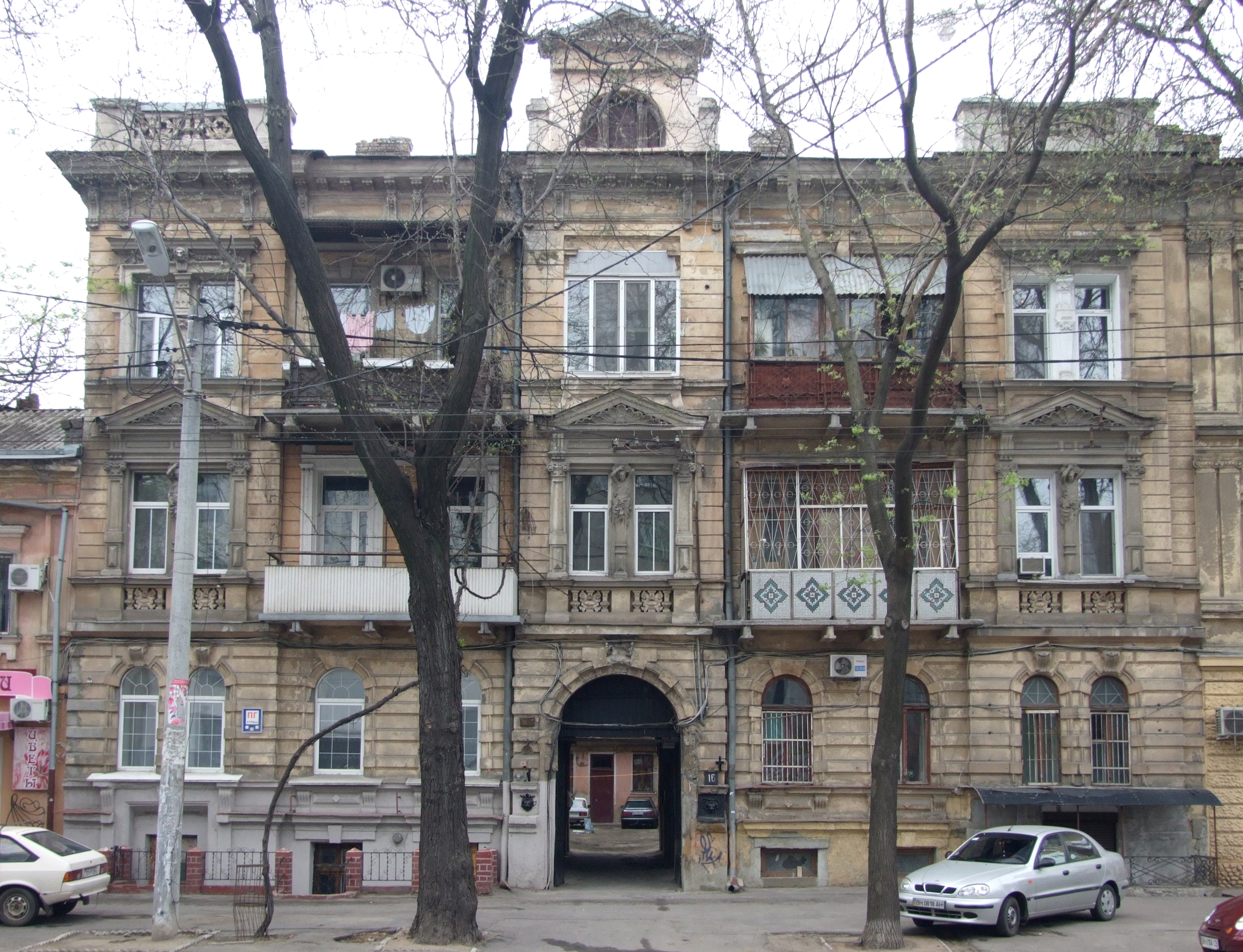
Будинок Якова Мойсейовича Тепера на Великій Арнаутській, 1906—1908
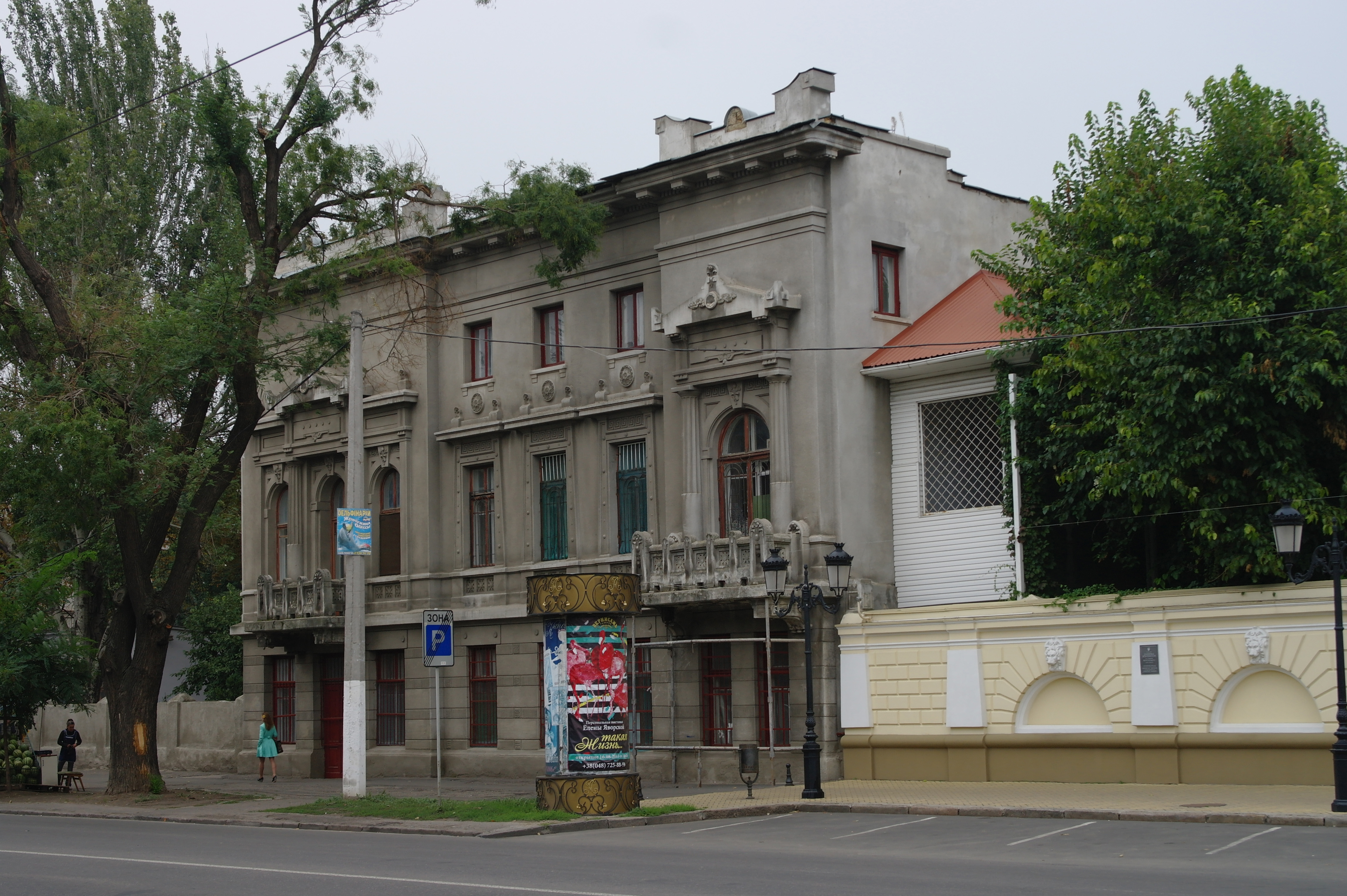
Лікарня "Санітас", реконструкція, арх. А. Б. Мінкус, 1908
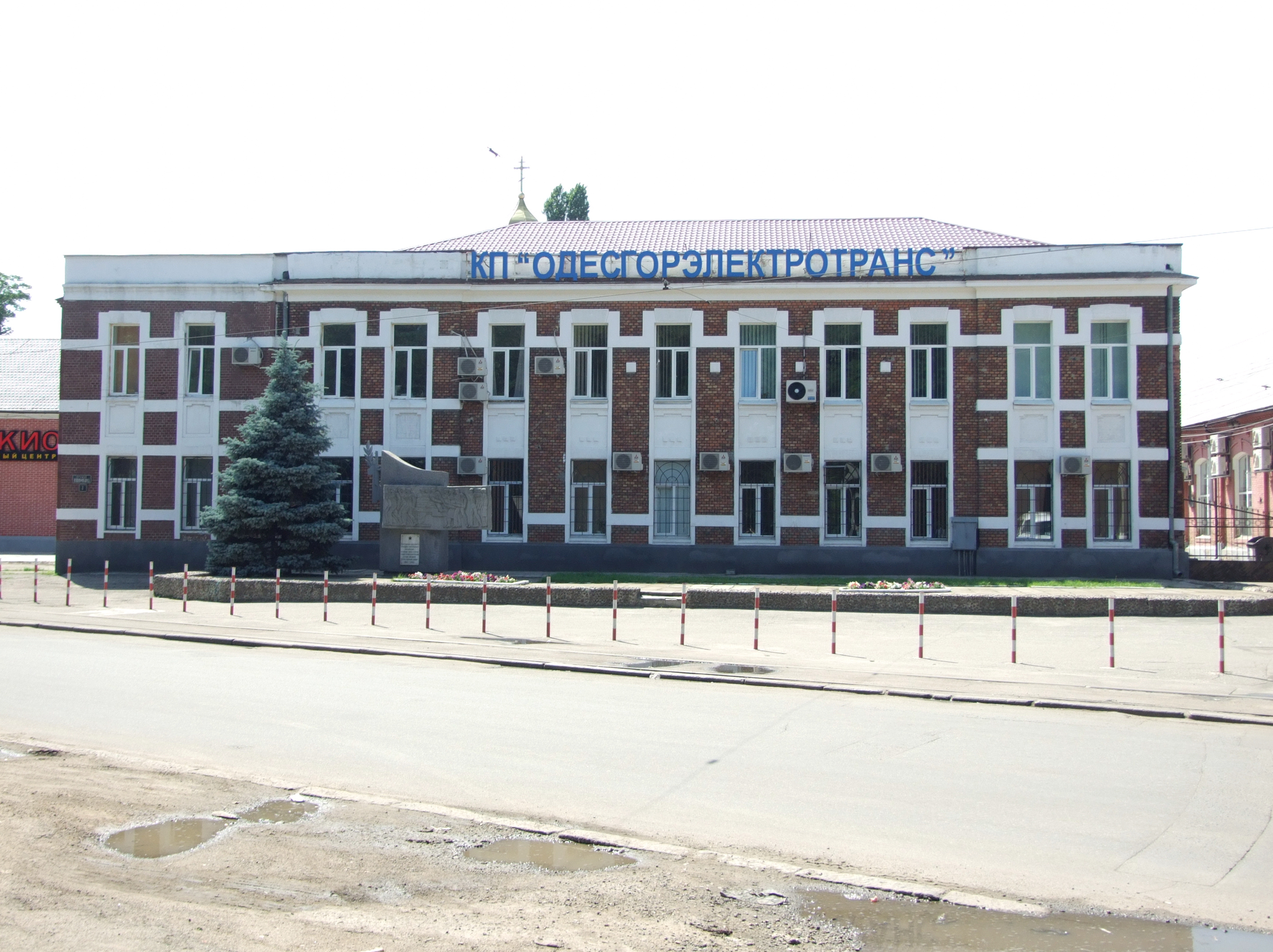
Адміністративний корпус Рішельєвського трамвайного депо, 1909—1910
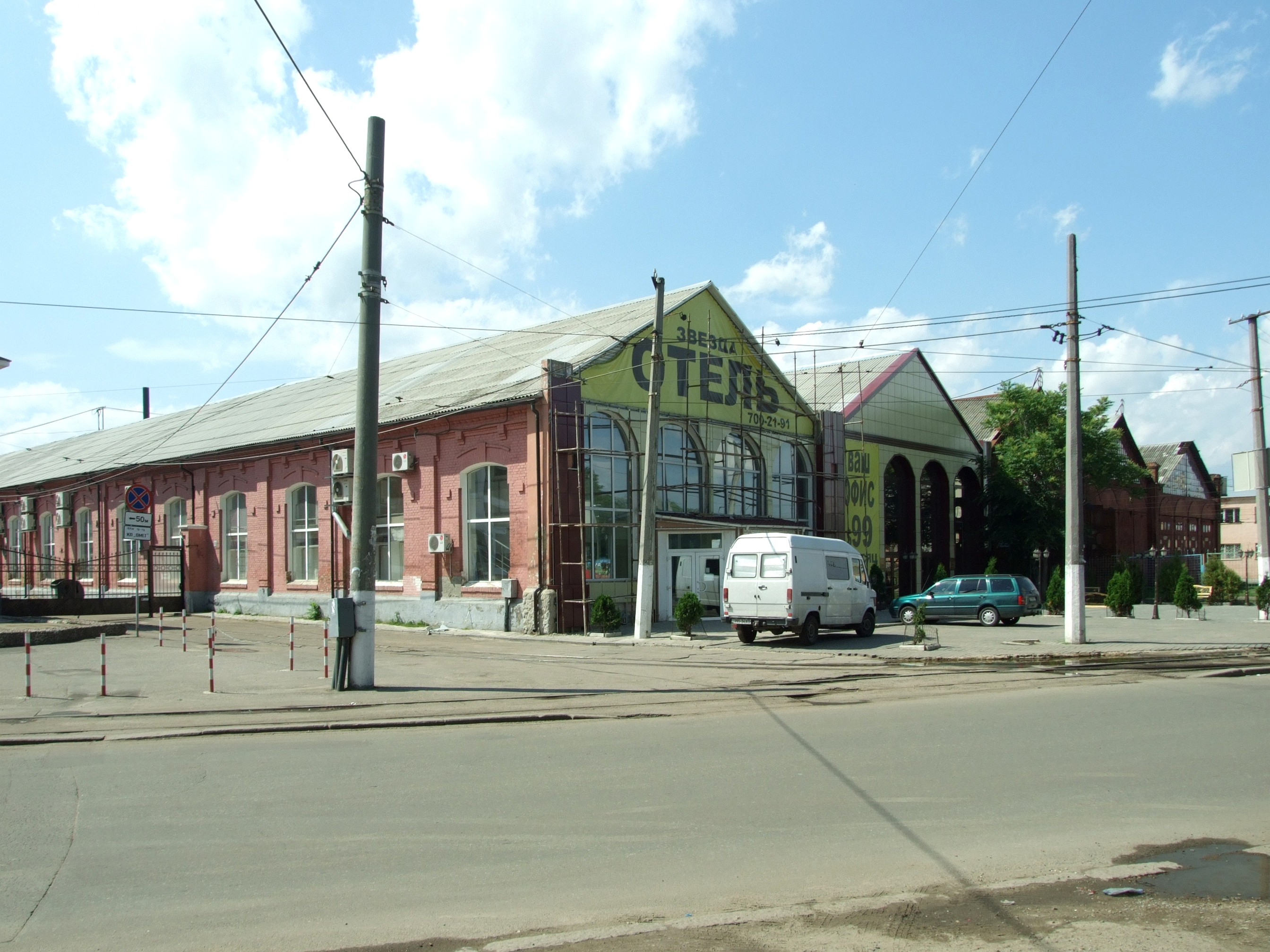
Ангари Рішельєвського трамвайного депо, 1909—1910
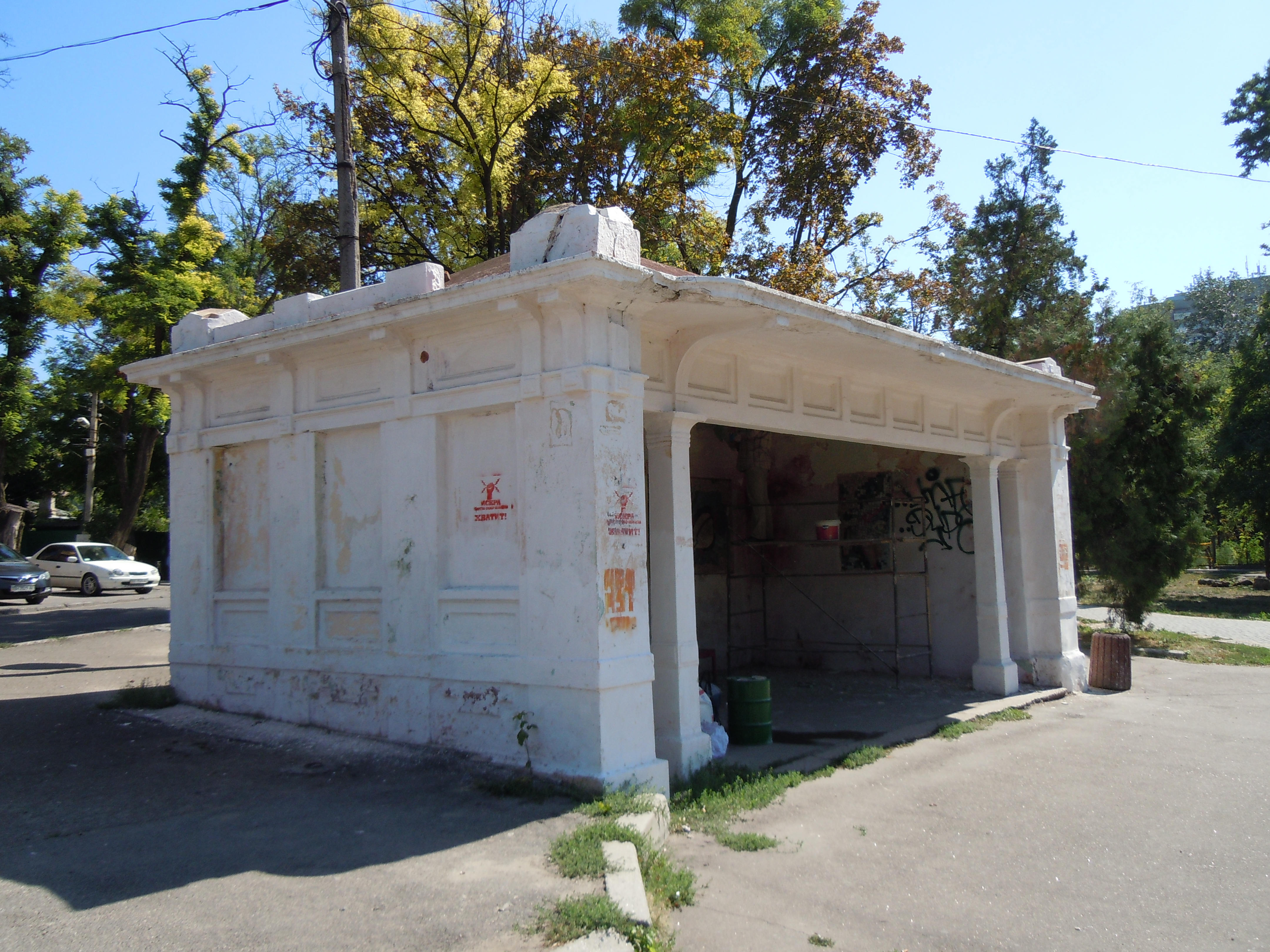
Павільйон зупинки трамваю "8-а станція ВФ", 1910-і рр.
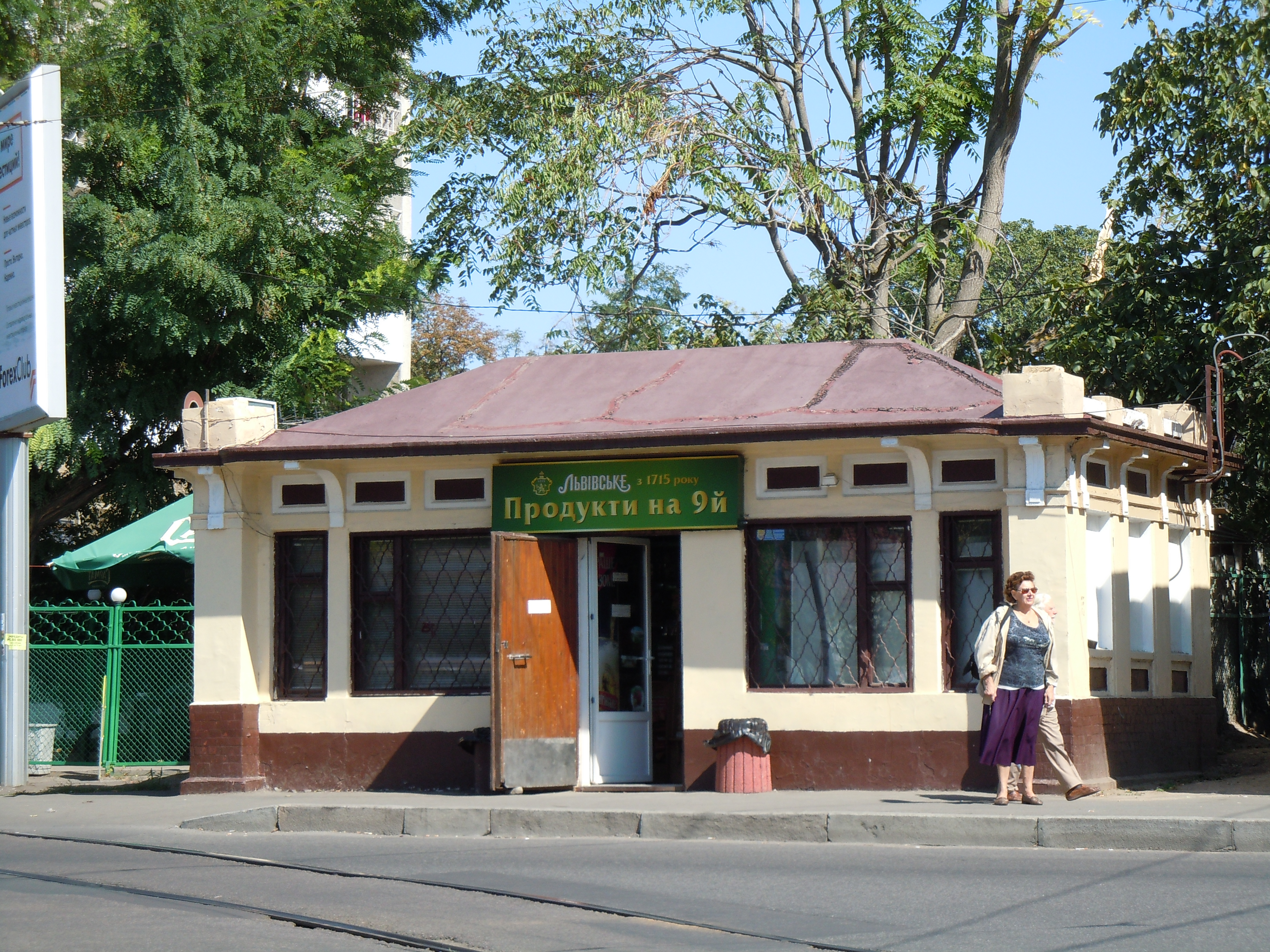
Павільйон зупинки трамваю "9-а станція ВФ", 1910-і рр.
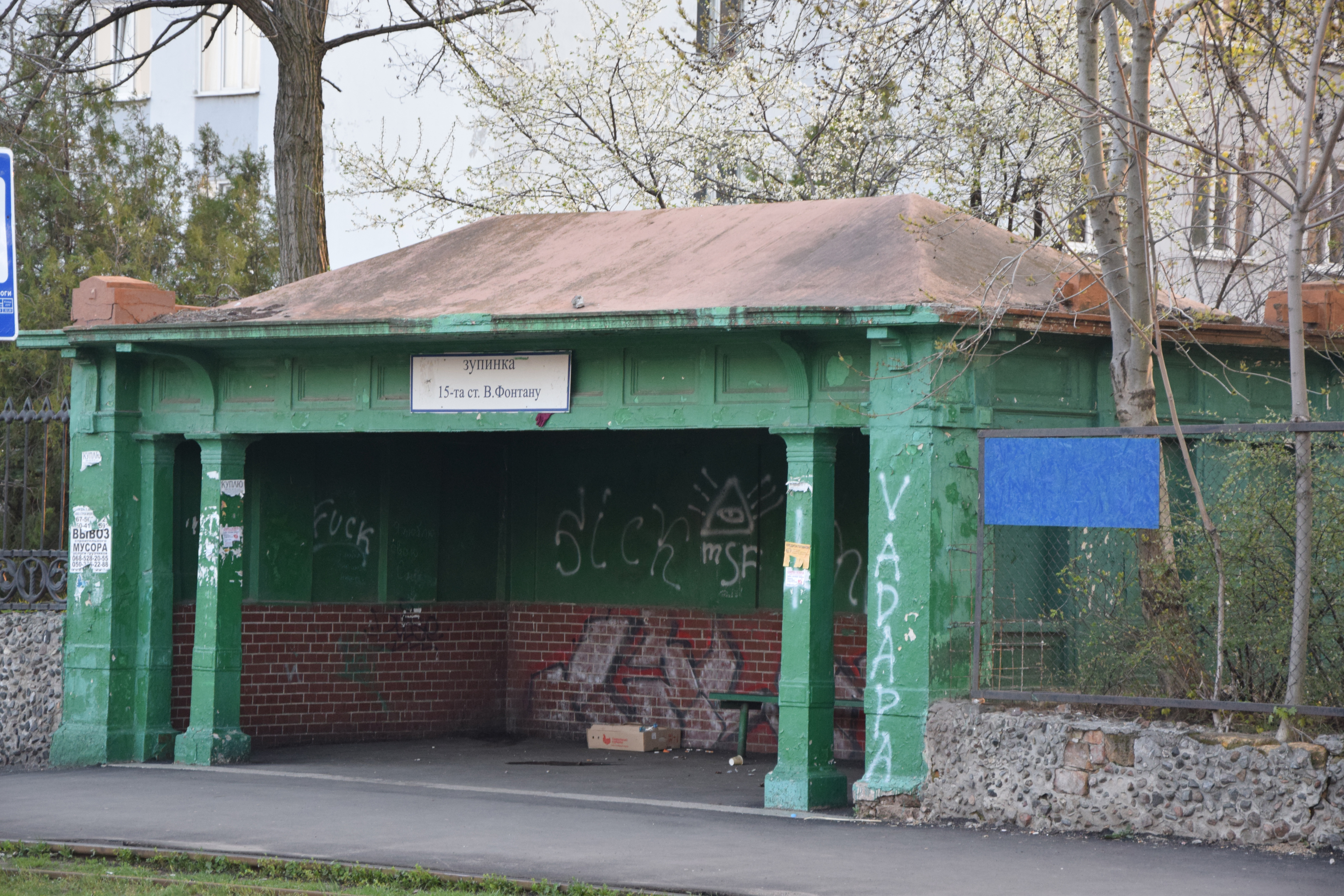
Павільйон зупинки трамваю "15-а станція ВФ", 1910-і рр.
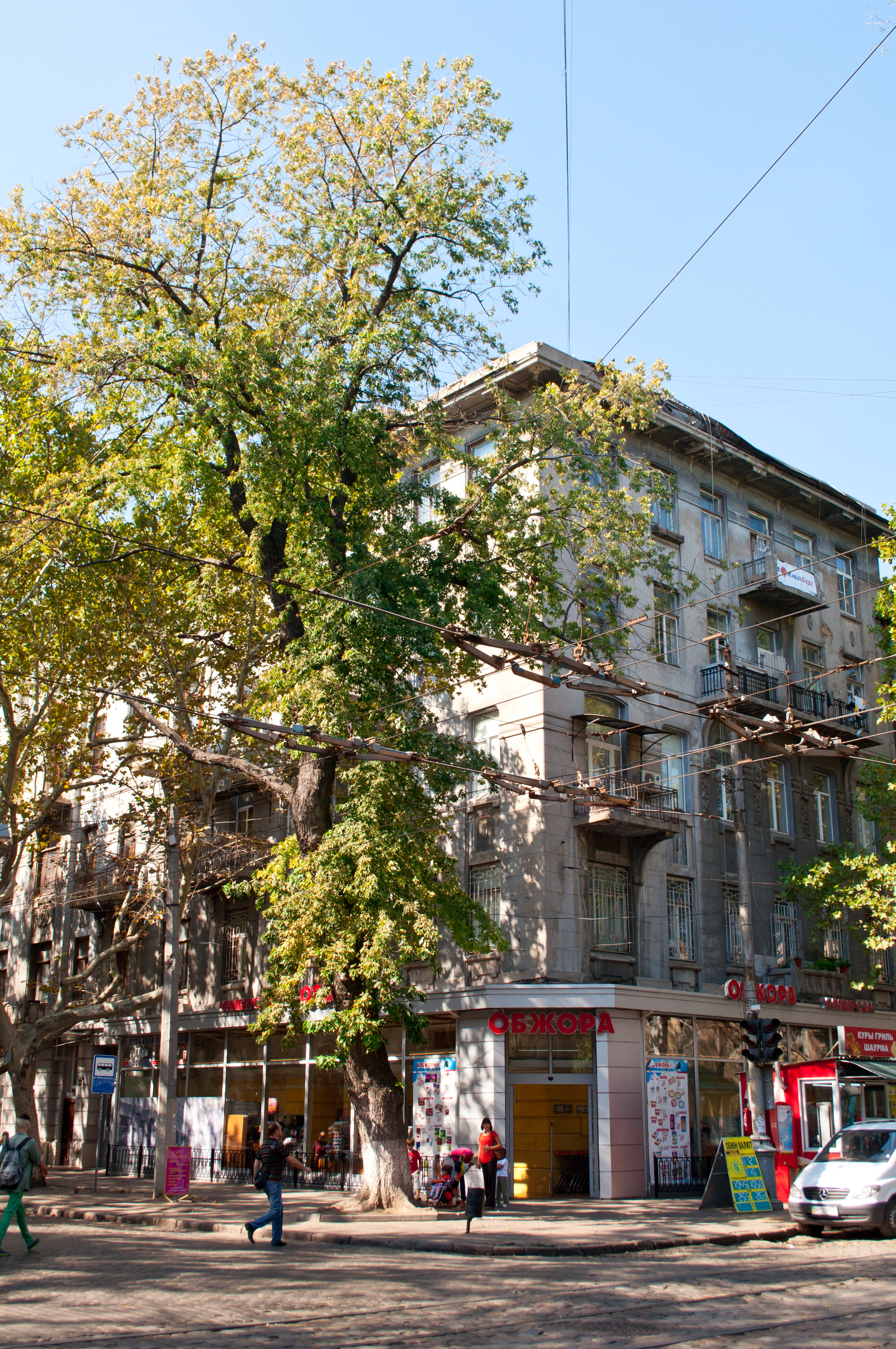
Будинок Вернетта (кутовий), 1910—1912
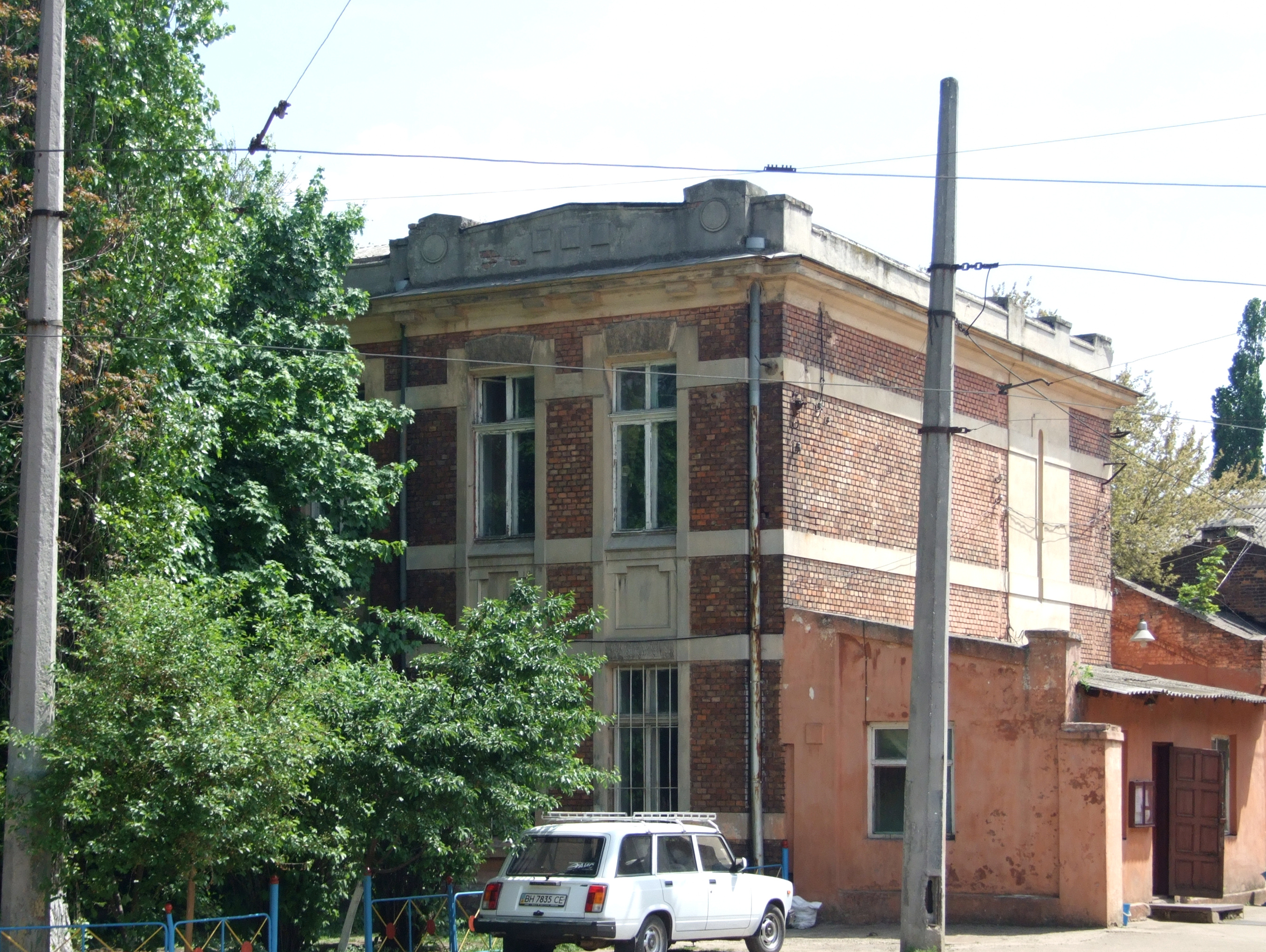
Адміністративний корпус Великовокзального трамвайного депо, 1910
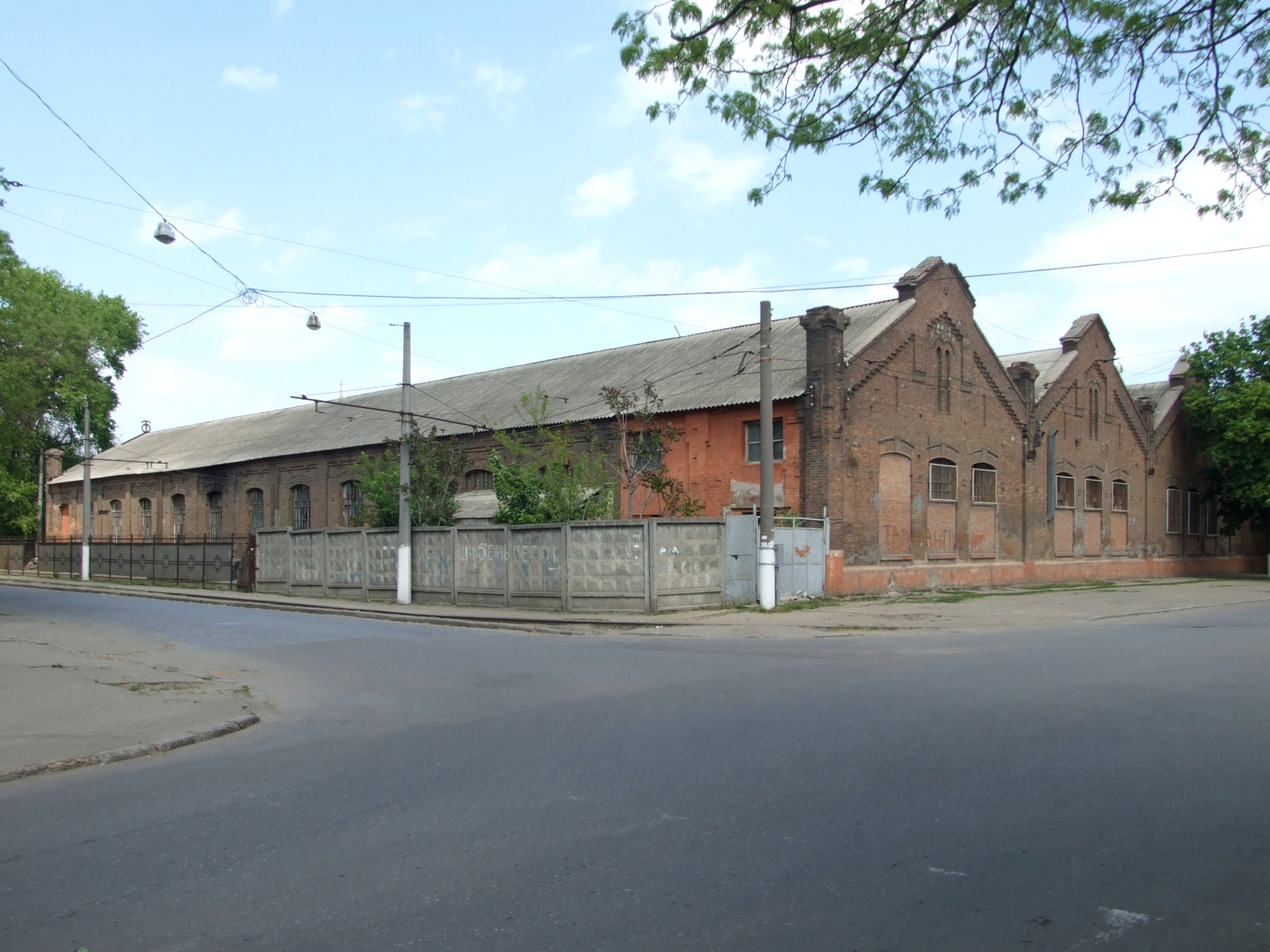
Ангари Великовокзального трамвайного депо, 1910
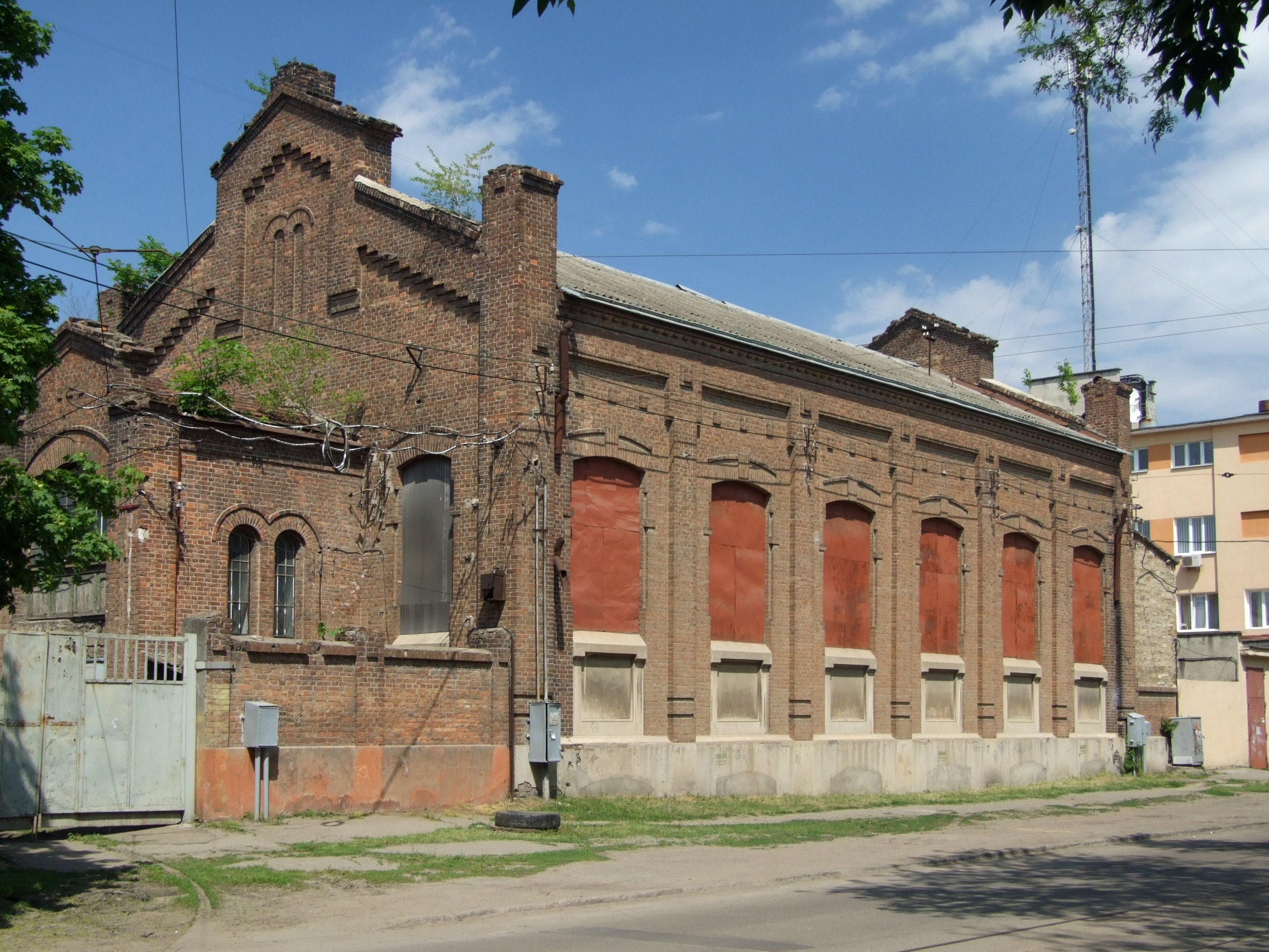
Тягова підстанція Великовокзального трамвайного депо, 1910
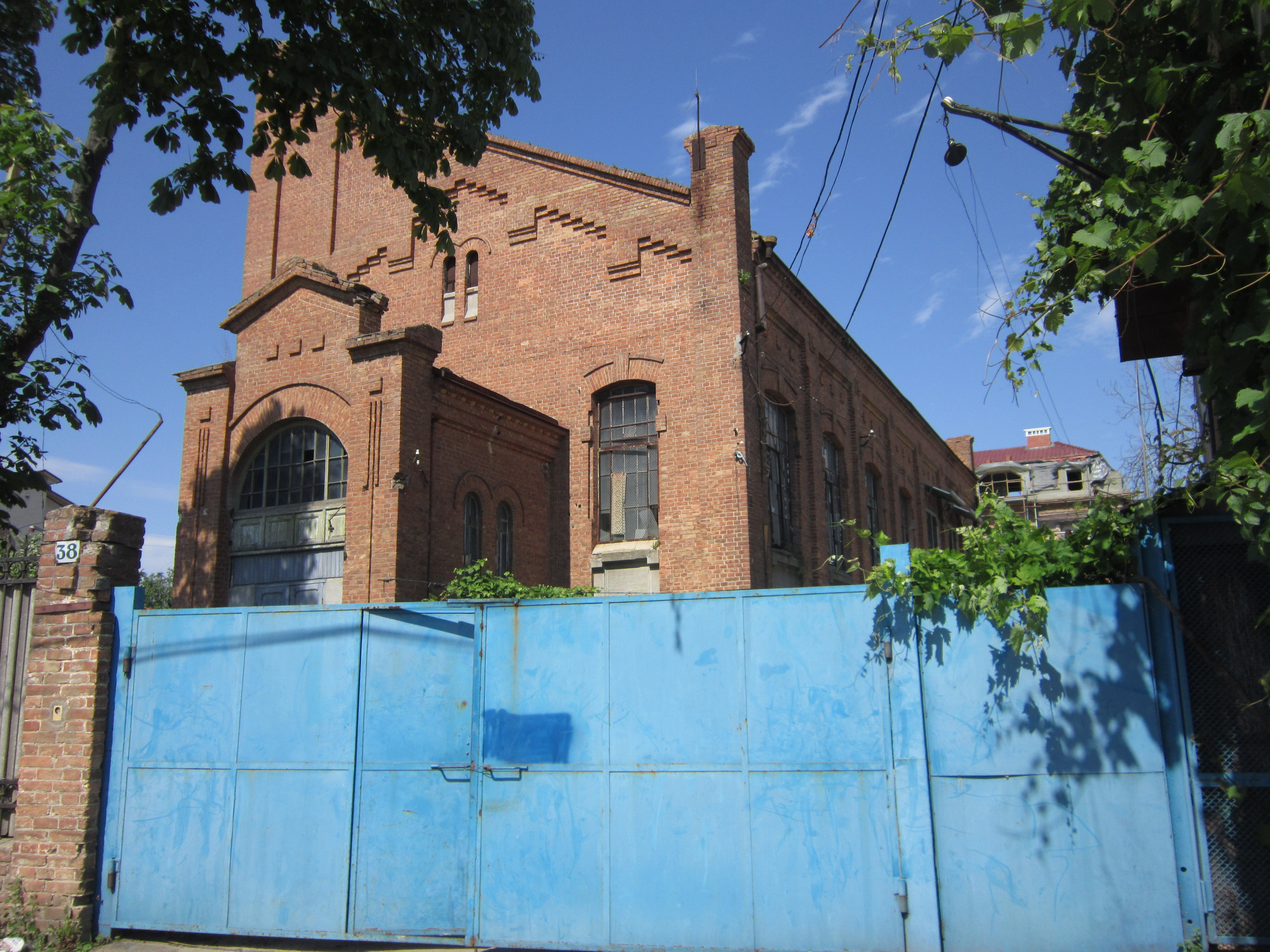
Машинний зал підстанції трамваю "Аркадійська", 1910—1912
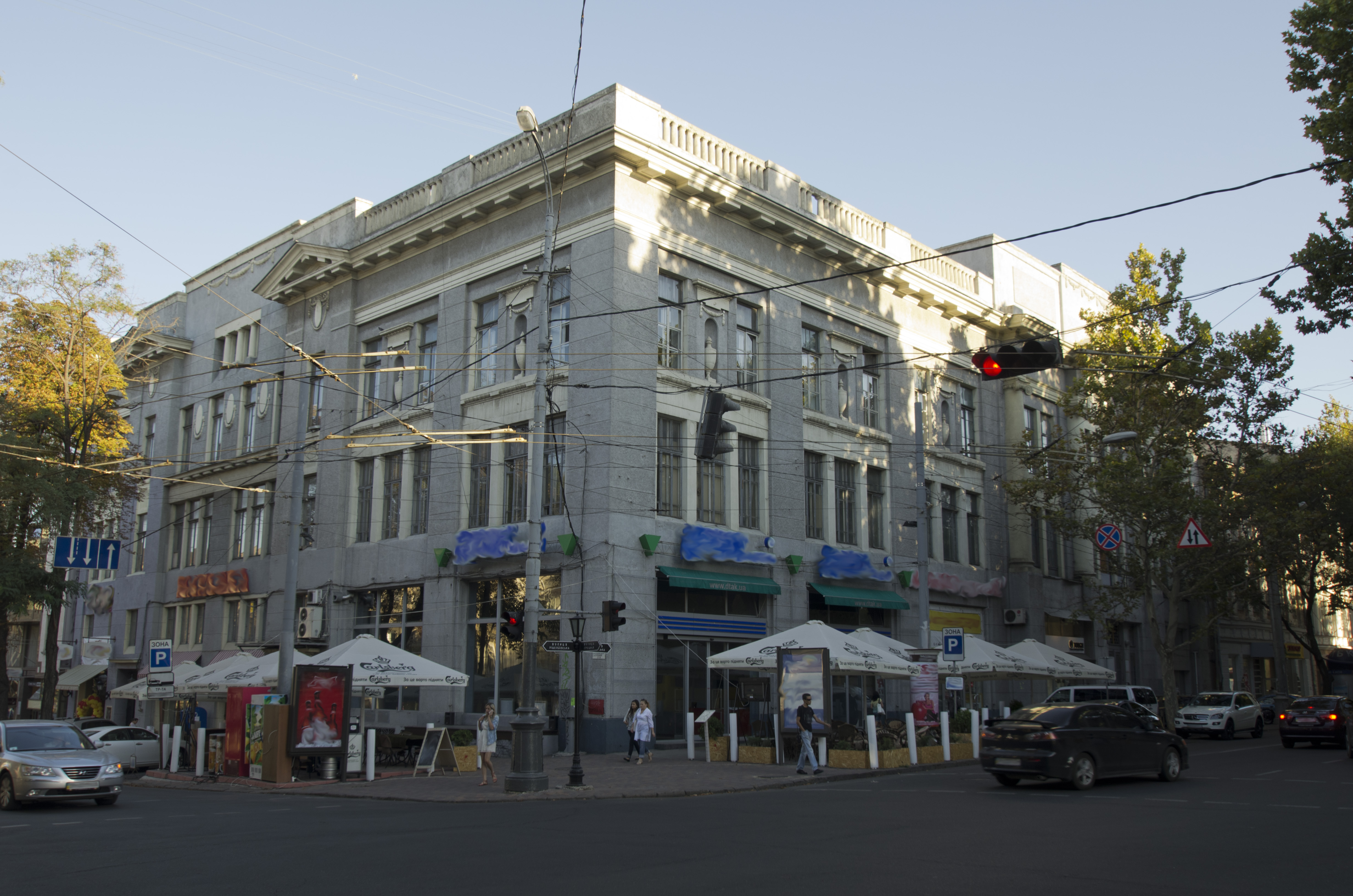
Одеська контора Азовсько-Донського банку (у співпраці В. І. Кундертом та С. В. Домбровським), 1910—1913
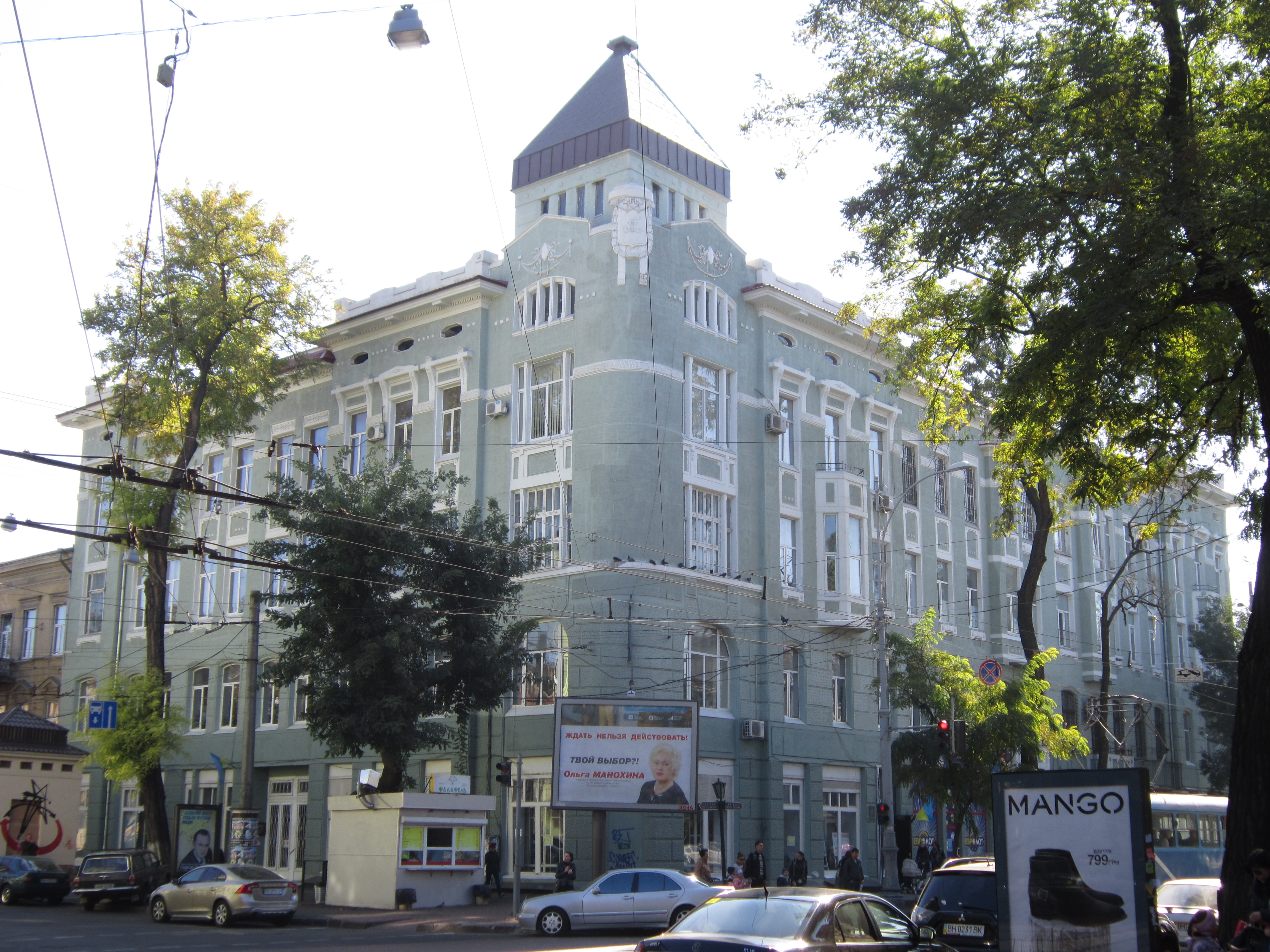
Будинок торгового дому В. Л. Блюмберг (у співпраці з В. І. Кундертом, 1910—1912
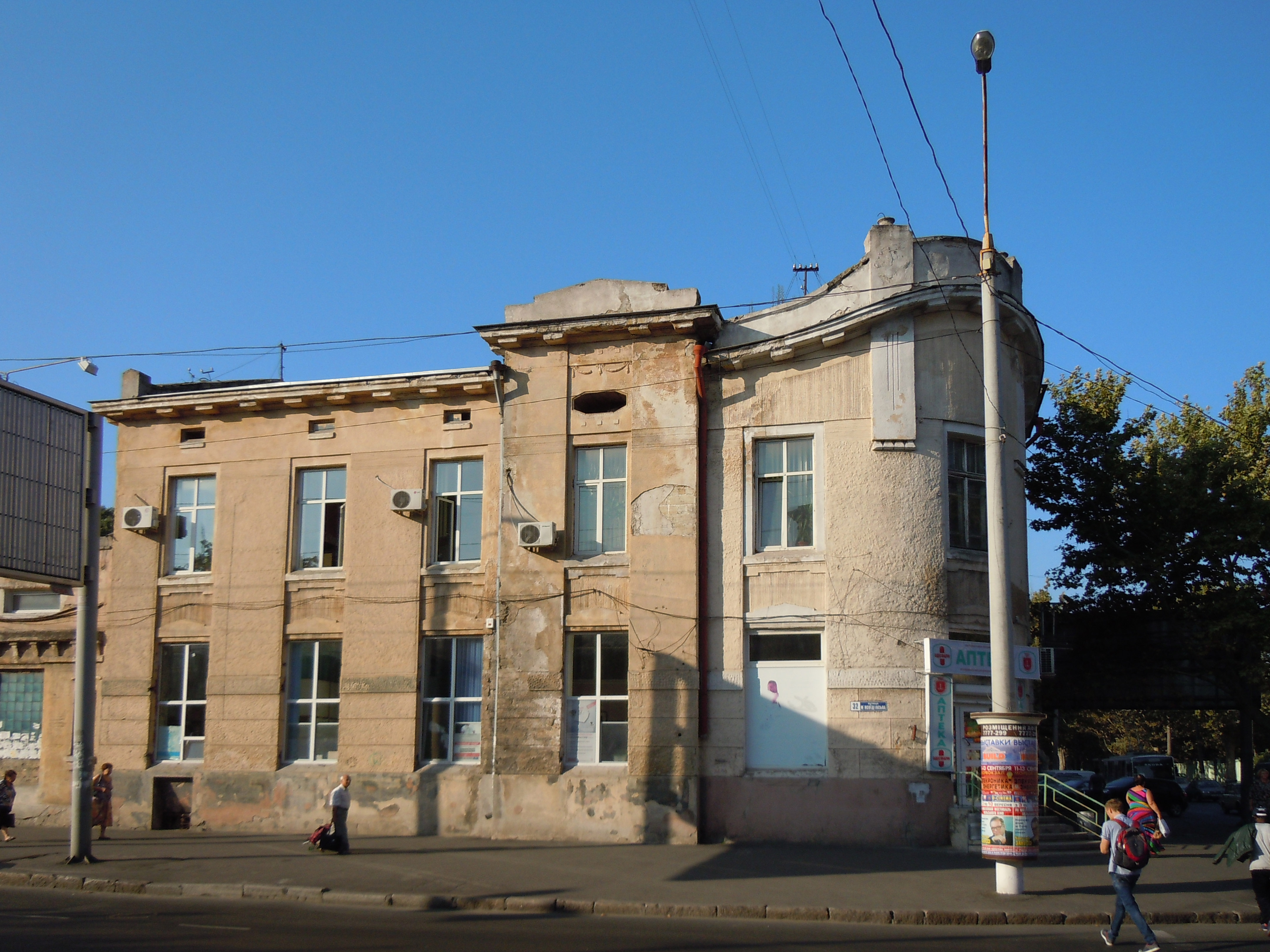
Адмінбудинок Єврейської лікарні в Одесі (спільно з Ф. А. Троупянським), 1910—1911
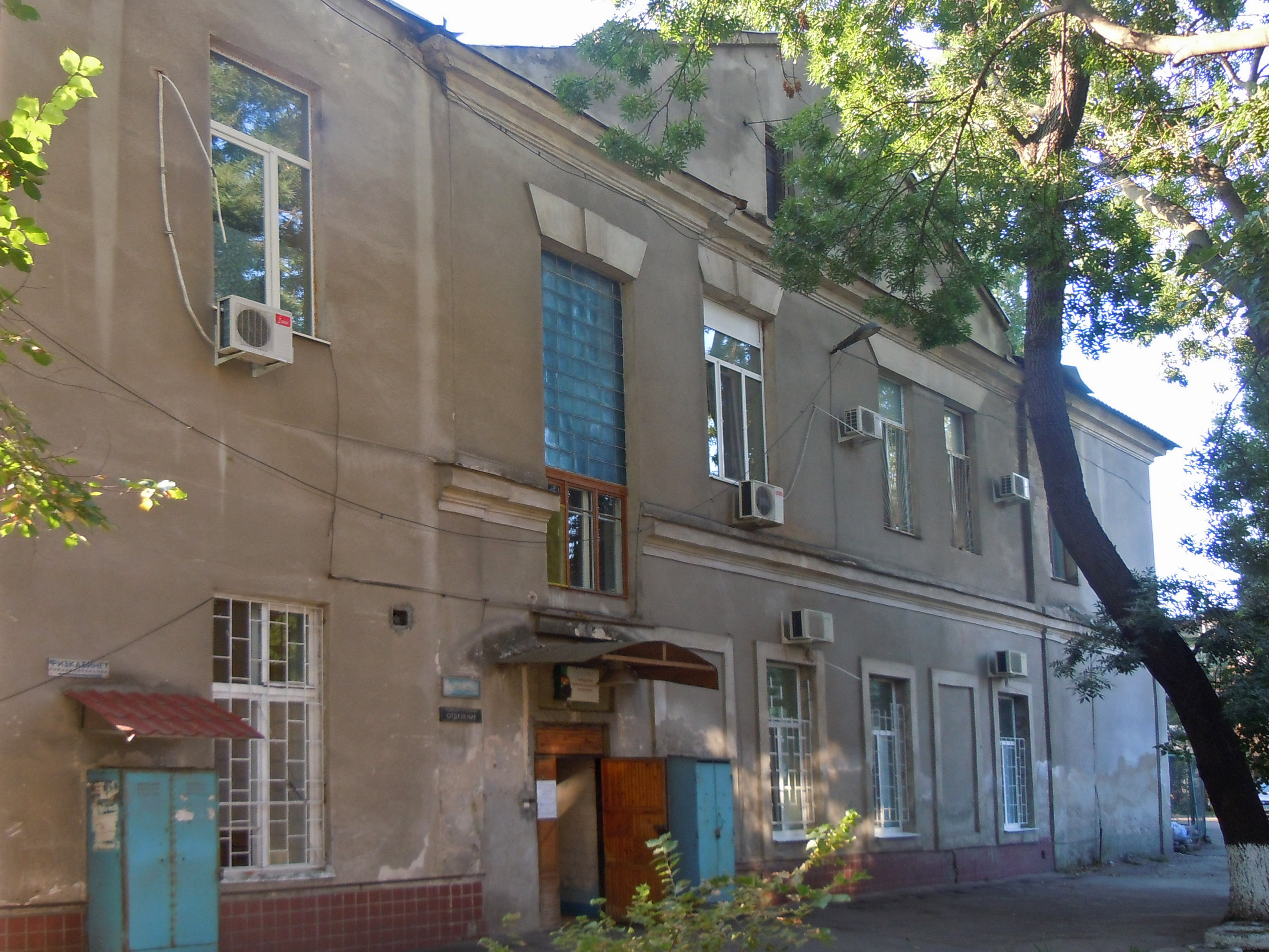
Будівля неврологічного відділення одеської Єврейської лікарні в Одесі (спільно з Ф. А. Троупянським), 1910—1911
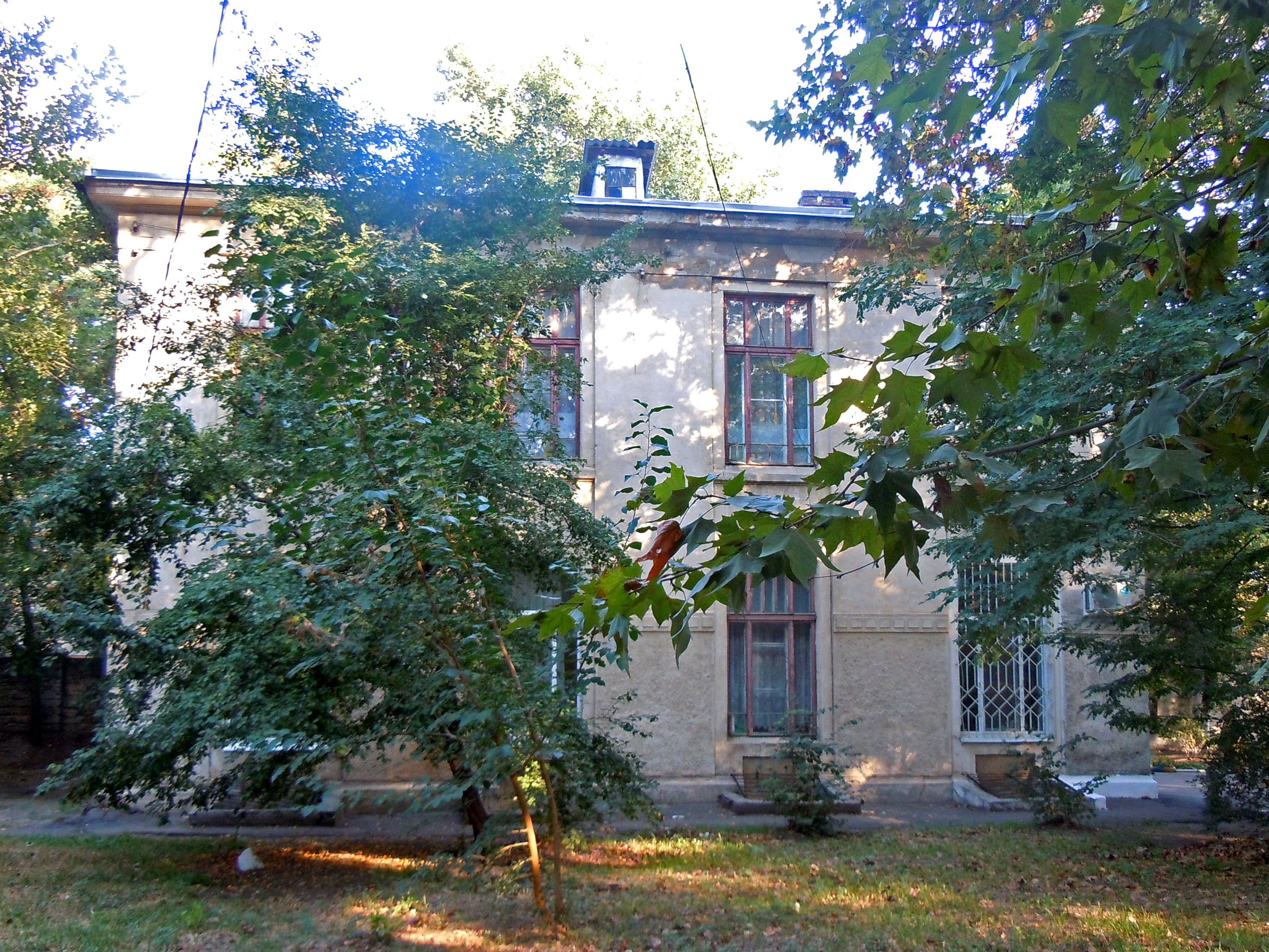
Лікувальний корпус № 4 (едокр. відділення) одеської Єврейської лікарні в Одесі (спільно з Ф. А. Троупянським), 1910—1911
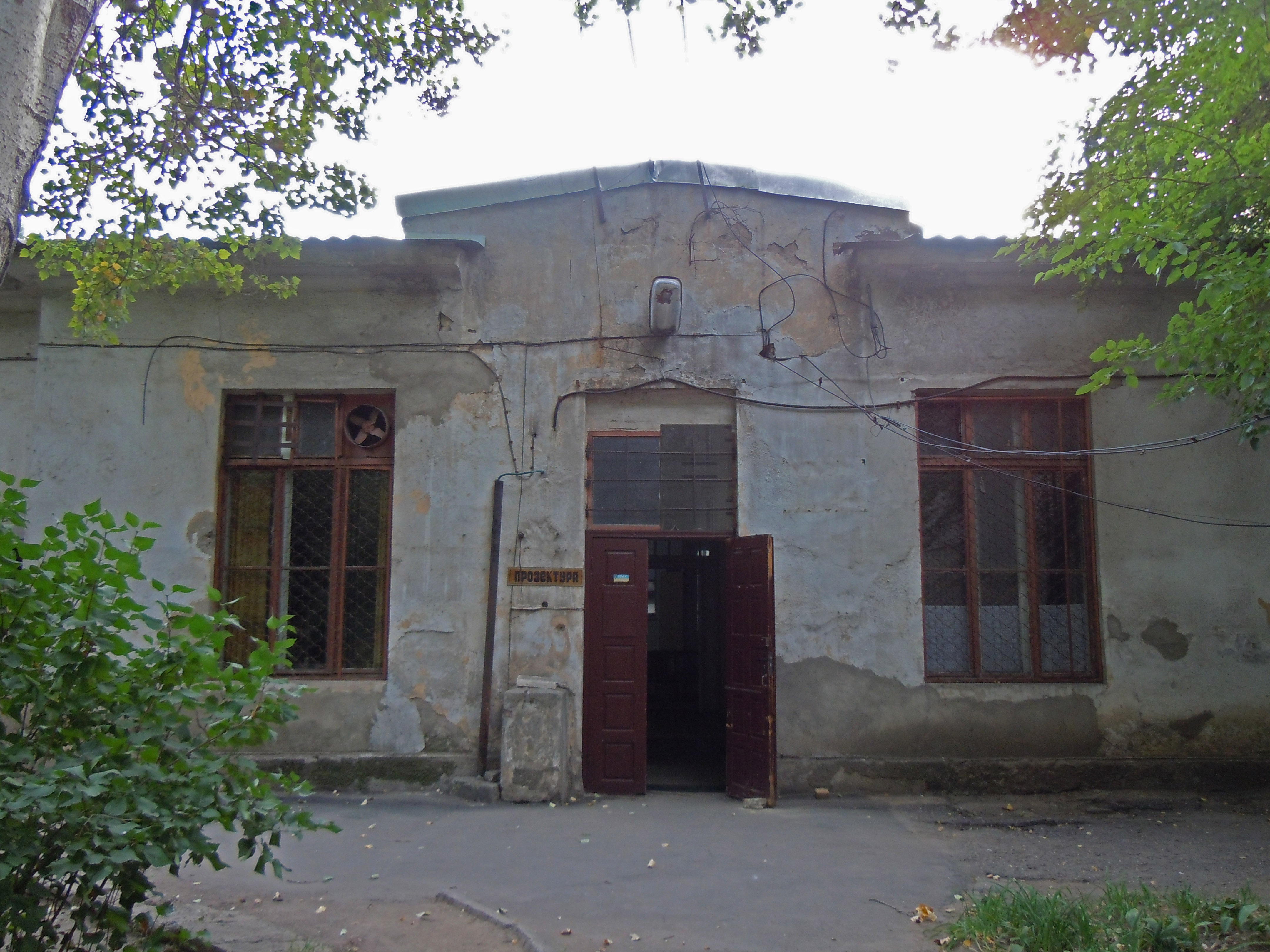
Будівля прозектури одеської Єврейської лікарні в Одесі (спільно з Ф. А. Троупянським), 1910—1911
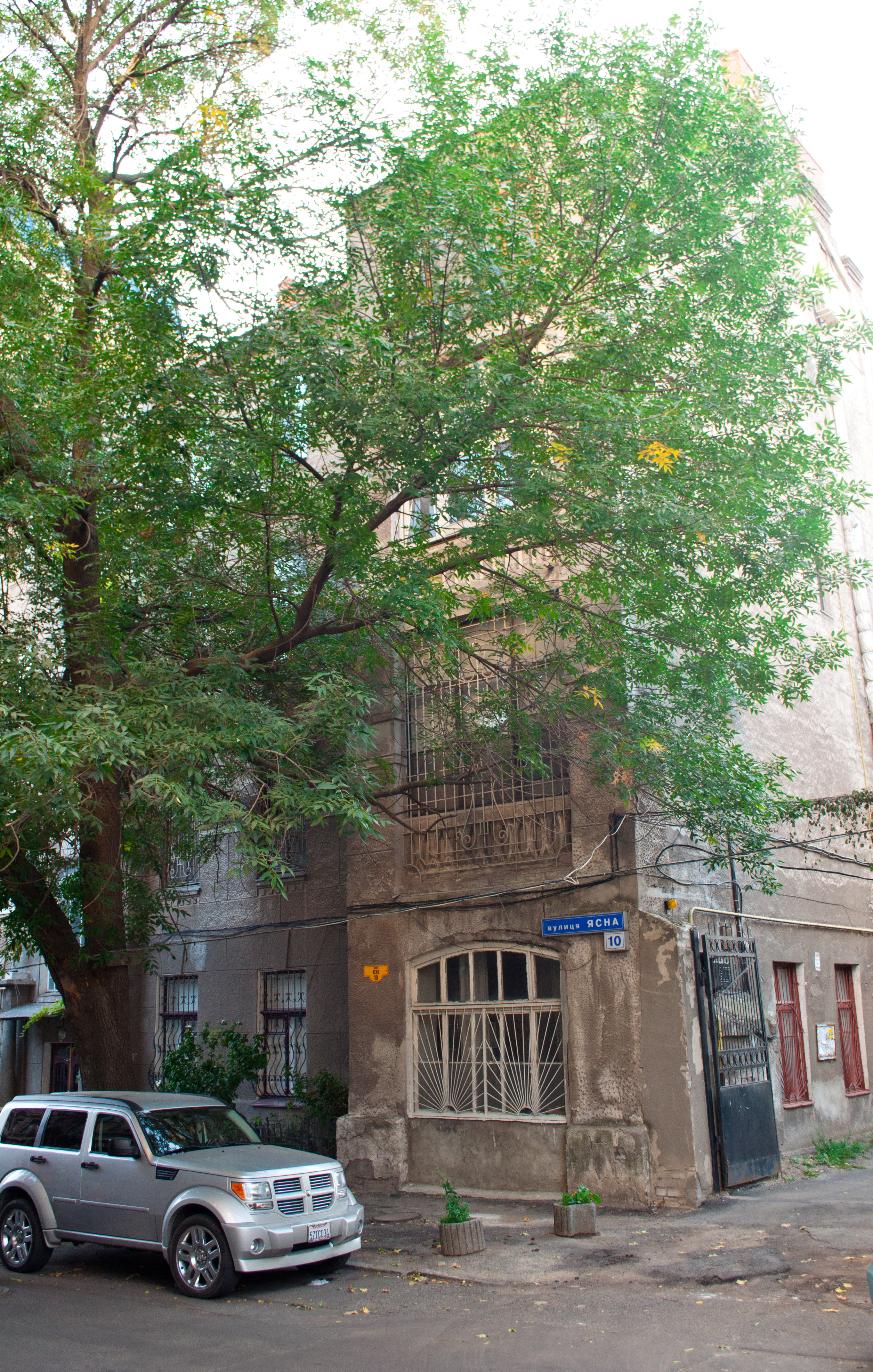
Будинок Е. С. Вернетта на Ясній вулиці, 1912
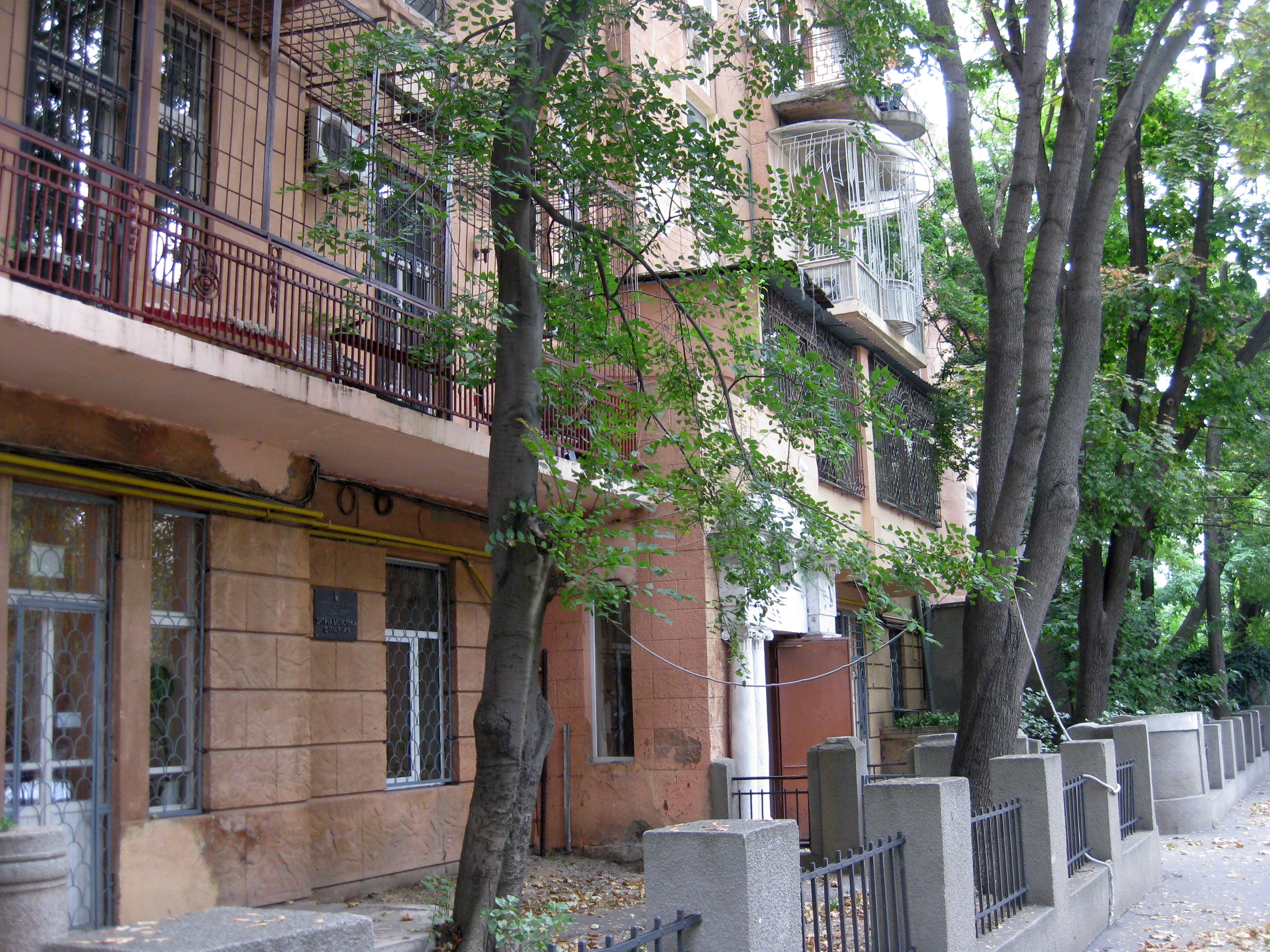
Будинок А. Рабіновича, 1912
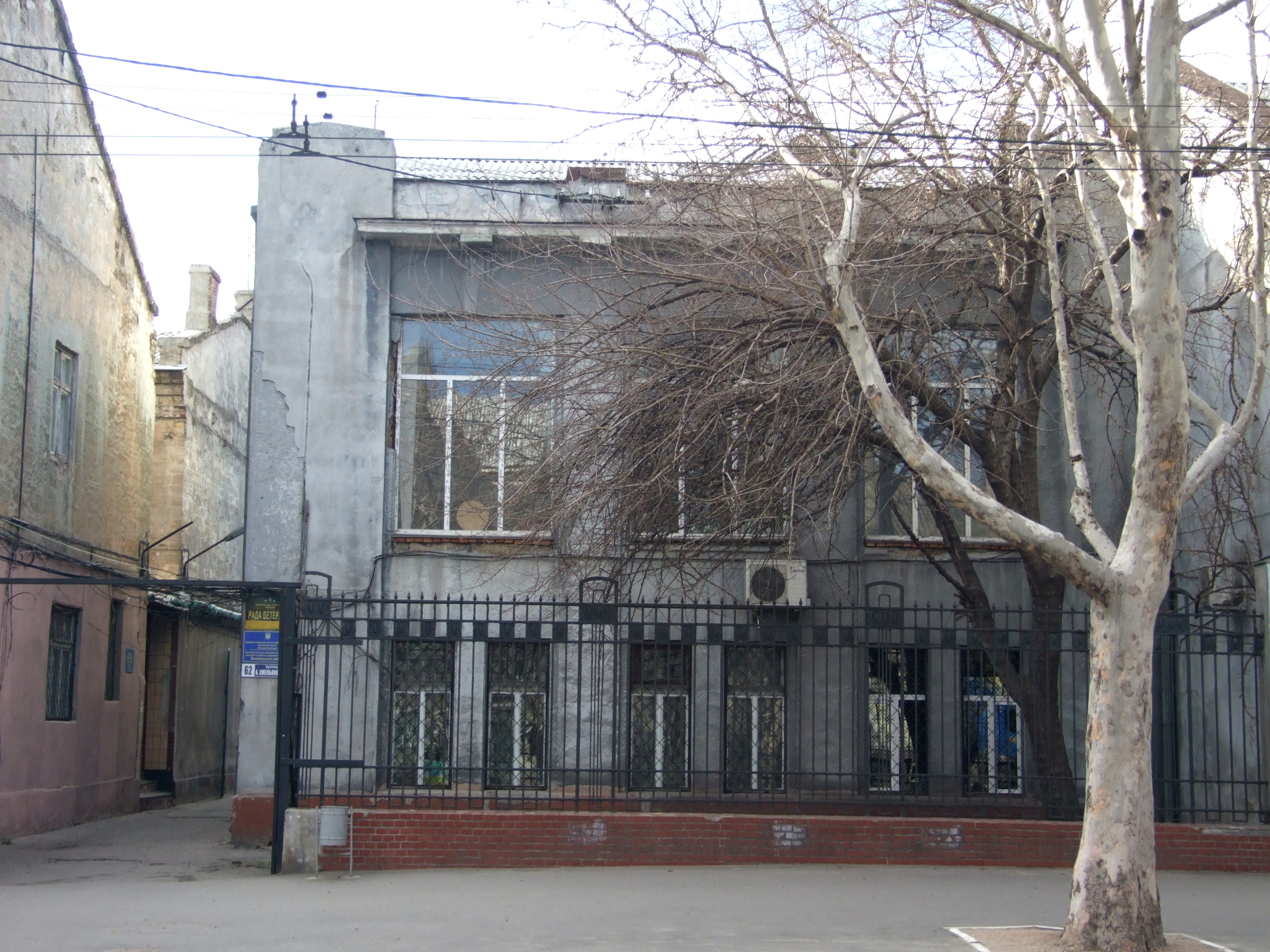
Дитячий садок товариства сприяння дошкільного виховання єврейських дітей (побудований коштами О. А. Бродського), 1913
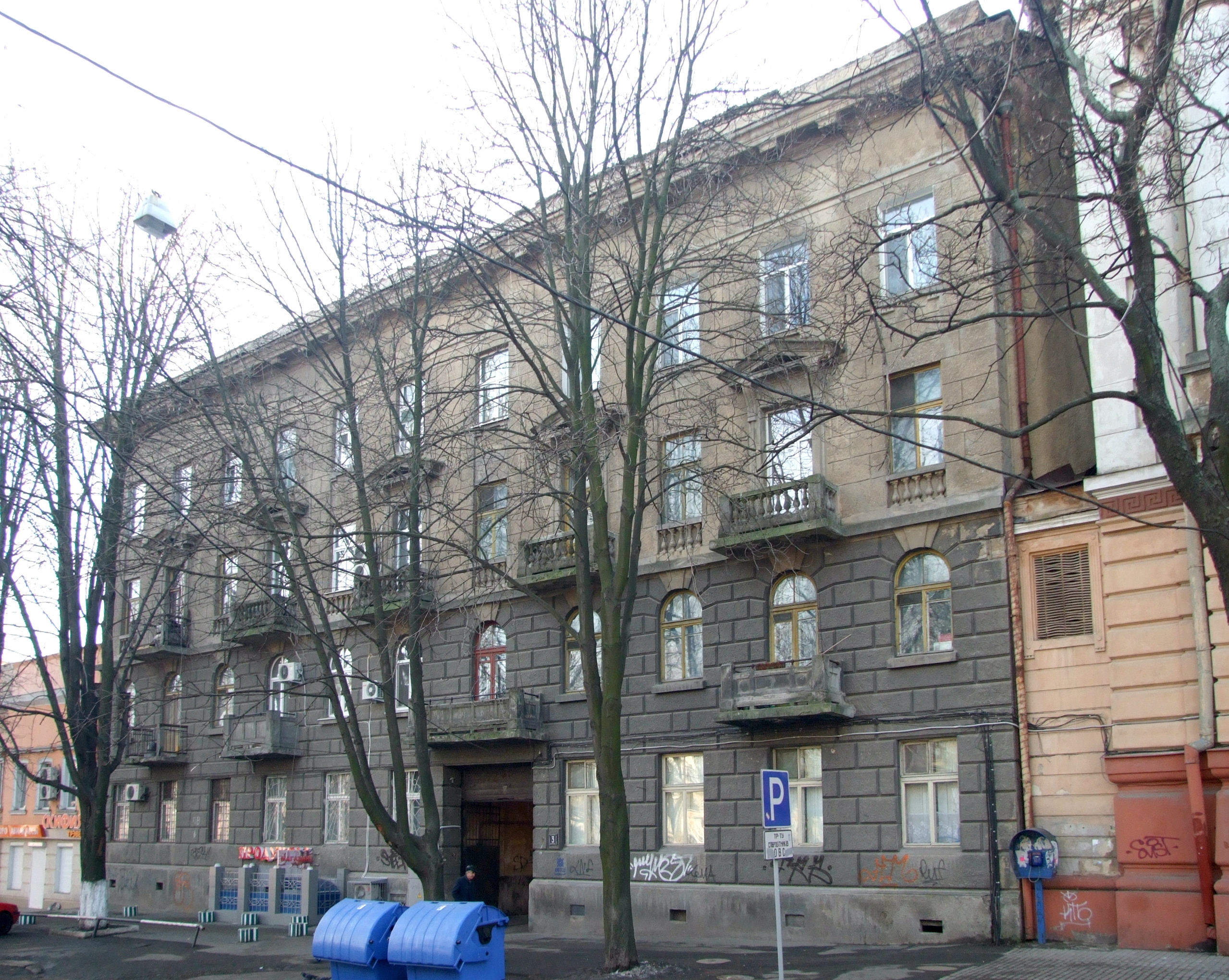
Житловий будинок Шкіртресту (у співпраці з М. А. Шаповаленко), 1935—1939
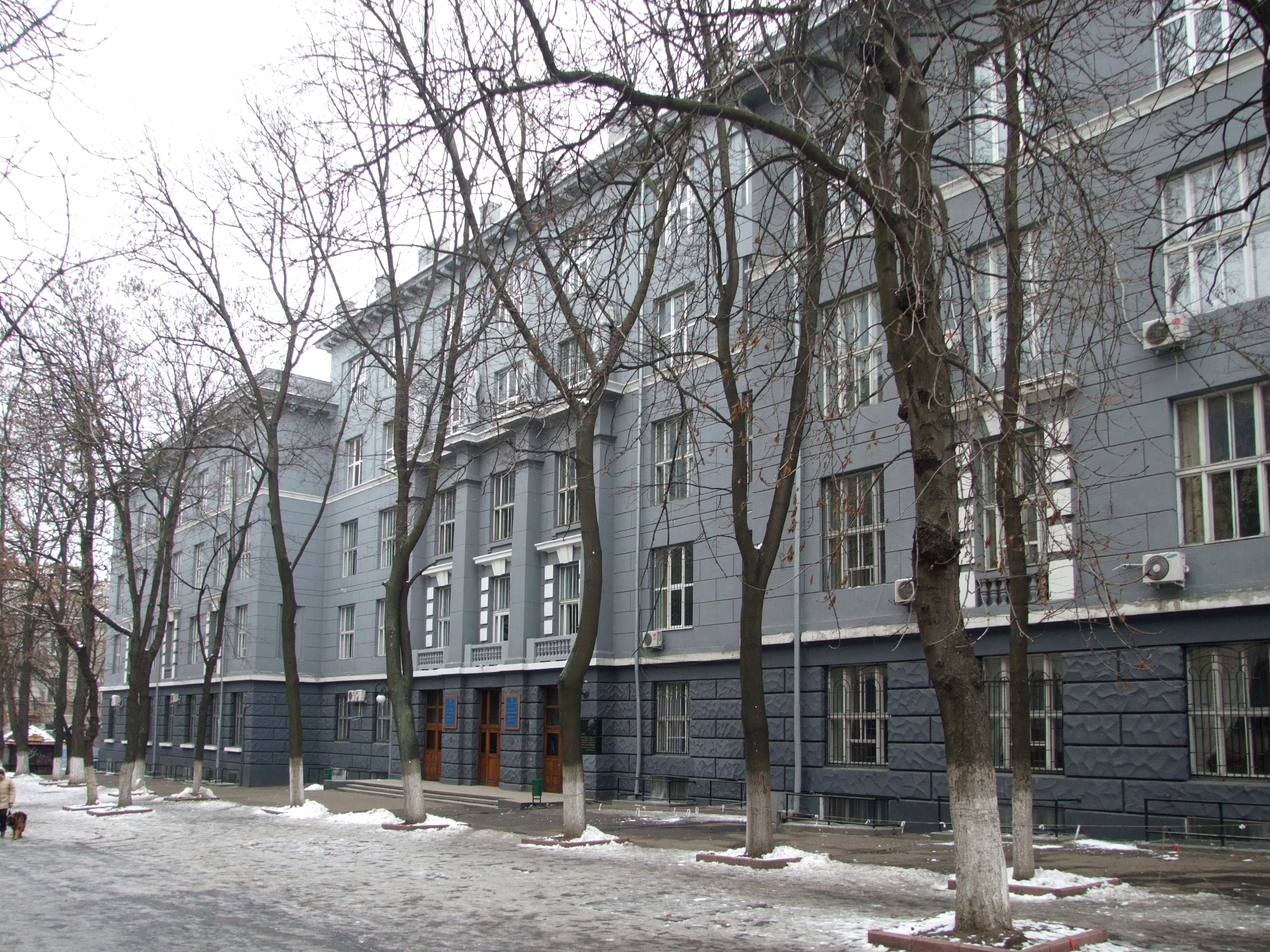
Технологічний інститут холодильної промисловості (у співпраці Л. М. Наркевич та за участю М. А. Мінкуса), 1935—1940
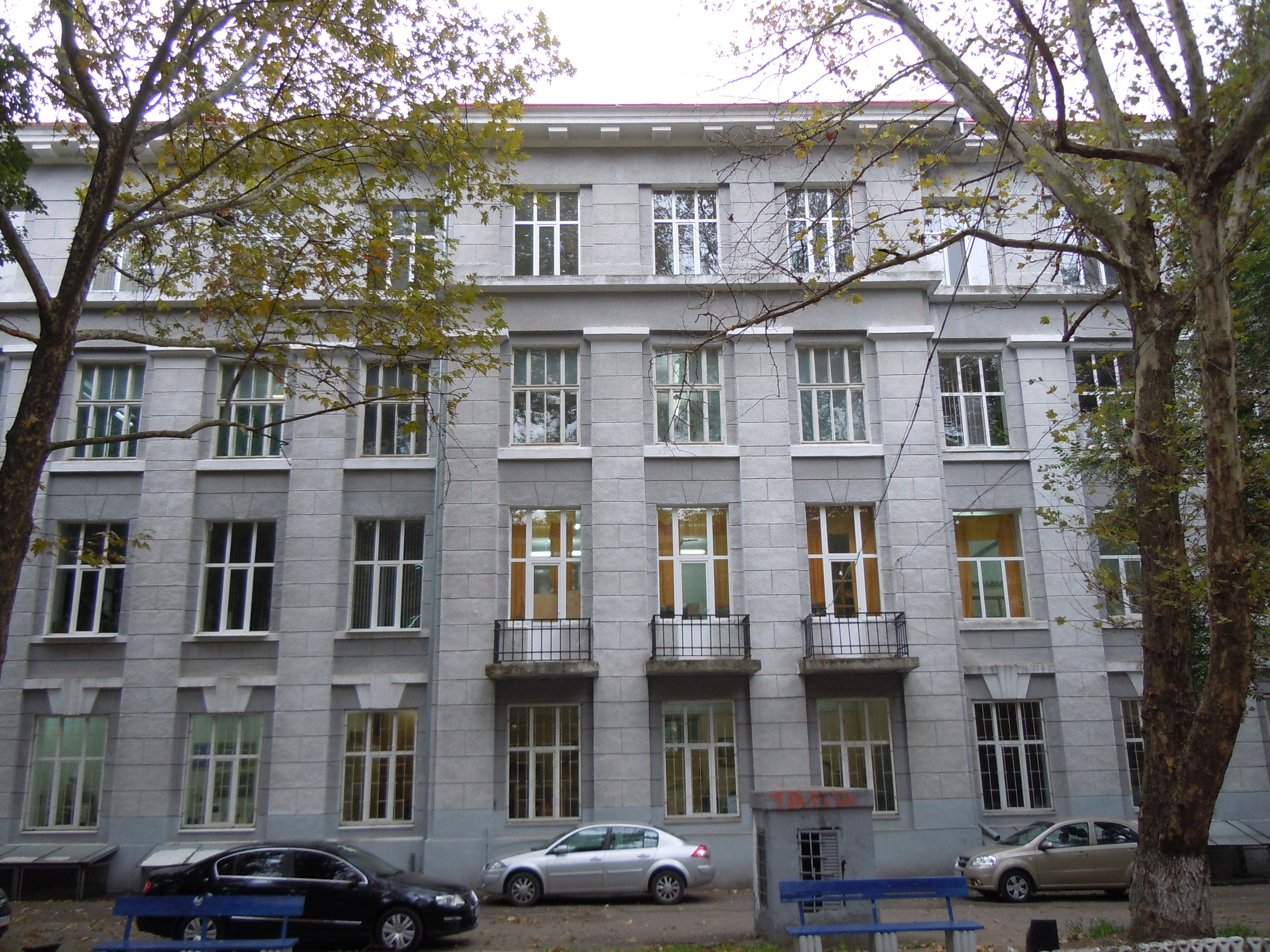
Лабораторія насіння Консервного інституту, 1940